# Львовская область
Льво́вская о́бласть (укр. Льві́вська о́бласть), разг. Льво́вщина (укр. Льві́вщина) — область на западе Украины, образована 4 декабря 1939 года. Административный центр и крупнейший город — Львов, другие крупные города — Дрогобыч, Шептицкий, Стрый, Самбор, Борислав, Новояворовск, Трускавец, Новый Роздол.

## Физико-географическая характеристика

Карта Львовской области

### Расположение

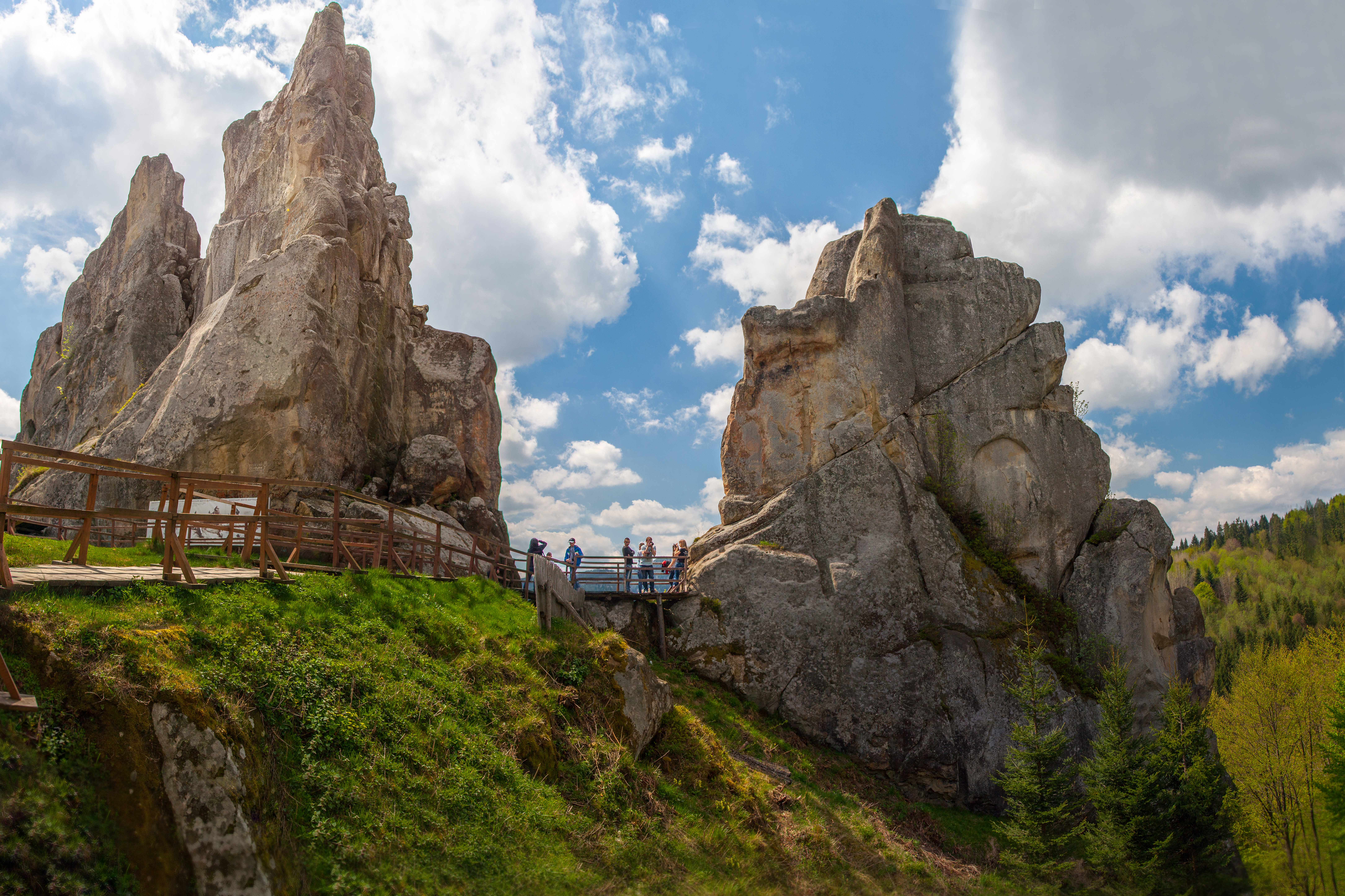
Скалы Тустани

Область расположена на крайнем западе Украины. Граничит: на севере и северо-востоке — с Волынской и Ровненской областями, на востоке и юго-востоке — с Тернопольской и Ивано-Франковской областями, на юге — с Закарпатской областью, на западе — с Подкарпатским и Люблинским воеводствами Польши. Протяжённость Львовской области с севера на юг составляет 240 км, с запада на восток — 210 км.
Крайние населённые пункты Львовской области:
- Северный — с. Песочное Шептицкого района;
- Южный — с. Хащованя Стрыйского района;
- Западный — с. Катина Самборского района;
- Восточный — с. Дудин Золочевского района.

### Геологическое строение
Геологическое строение Львовской области очень сложно, что предопределено её положением на грани трёх больших тектонических структур — Восточно-Европейской платформы, Западно-Европейской платформы и Карпатской складчатой системы. Дорифейский фундамент юго-западной окраины Восточно-Европейской платформы лежит на глубине 5-6 км, он перекрыт разновозрастными отложениями осадочного чехла, которые образуют Волыно-Подольскую моноклиналь, Львовский палеозойский прогиб и Львовскую меловую впадину. Верхнюю часть разреза составляют мезозойская терригенно-карбонатная толща, неогеновые известняки, пески и глины и антропогенные ледниковые, водно-ледниковые глыбообломки и песчано-глинистые отложения. Небольшой фрагмент Западно-Европейской платформы вклинивается между Львовским палеозойским прогибом и Карпатской складчатой системой. К структурам Карпатской складчатой системы в пределах области принадлежат: Карпатское покровно-складчатое сооружение, представленное Кросненской зоной, где развиты песчаники преимущественно олигоцена и аргилита, и Скибовым покровом — серией надвинутых друг на друга антиклинальных складок из верхнемелового и палеогенового флиша; Предкарпатский прогиб, наполненный мощной толщей молас, которая залегает на палеозойских и мезозойских платформенных образованиях, частично — на флишевых слоях.

### Рельеф

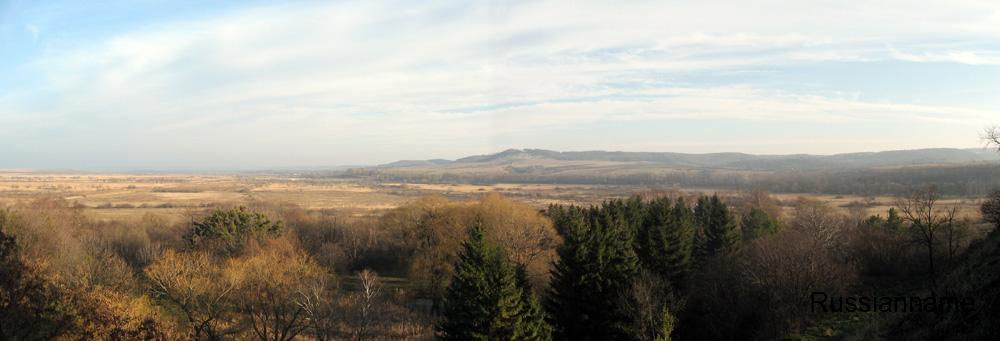
Ландшафт северной части области, Золочевский район

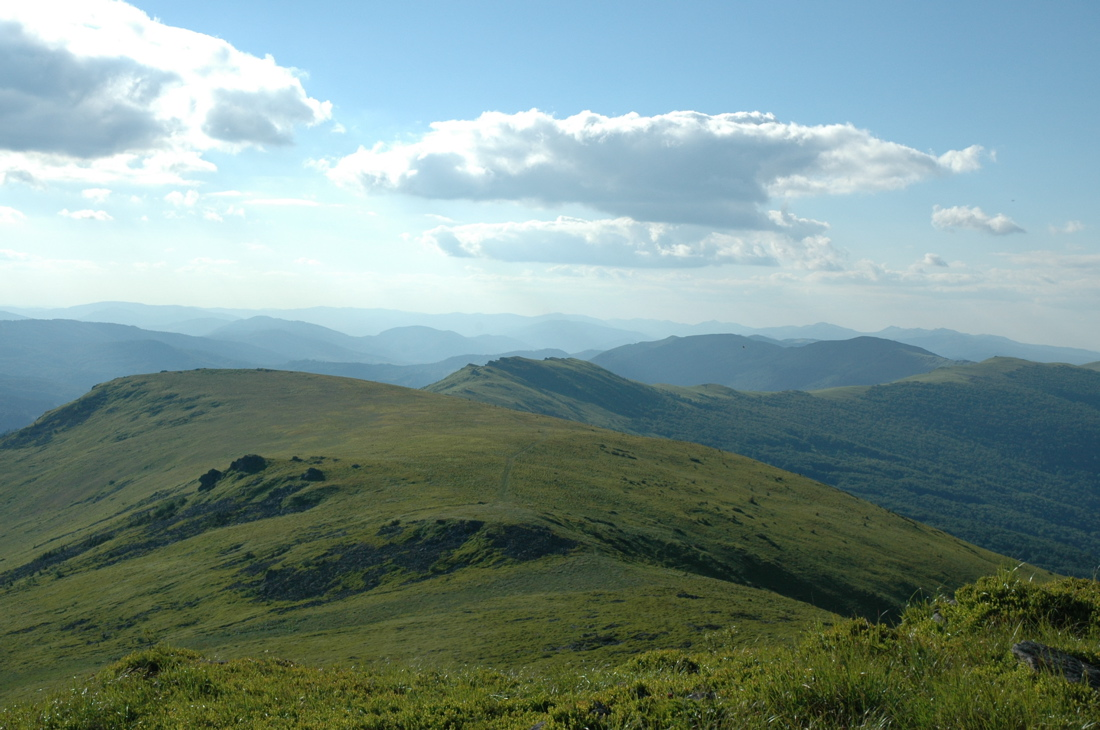
Восточные Бескиды. Вид с высшей точки — горы Пикуй

Львовская область расположена главным образом в пределах Волынской (Сокальское пасмо; 200—276 м) и Подольской (300—400 м) возвышенностей (Волыно-Подольская возвышенность), отдельные части которых называются: Малое Полесье (Верхнебужско-Стырьская равнина; 284 м), Расточье (высота 414 м), Ополье; Гологоры (Камула, 472 м; высшая точка возвышенности) и Вороняки (436 м) (Гологоро-Кременецкий кряж). Южнее тянется полоса предгорий Карпат, для рельефа которых характерно чередование террасовых равнин [Верхнеднестровской (Надсянской, Сяно-Днестровской водораздельной и Приднестровской равнин), Стрыйской и других] с увалистыми и плоскими водоразделами (высота 300—400 м).
На юге резким уступом возвышаются Украинские Карпаты (часть Восточных Карпат), представленные здесь системой хребтов с высотой 600—1000 м, так называемыми Восточными Бескидами, а также Сано-Стрыйской верховиной и Верховинским Водораздельным хребтом.
Высшие точки Львовской области — гора Пикуй (1408 м), гора Магура (1362 м) и гора Парашка (1268 м).
Через Вороняки, Гологоры, Львовское плато, Расточье и Сано-Днестровскую вододельную равнину, каковая раскинулась на западе области, проходит Главный европейский водораздел между бассейнами Чёрного и Балтийского морей.
В Балтийское море течёт Западный Буг с притоками Полтва, Рата, Солокия и другими. Бассейну Чёрного моря принадлежат Стыр (правый приток Припяти) и Днестр (с притоками Тысменица, Стрый, Свича, Вишня и Шкло и другие). Характерная особенность режима горных рек Днестра и Стрыя — летне-осенние, изредка зимние высокие, а иногда катастрофические паводки, вызываемые обильными дождями в Карпатах или дружным таянием снега.
Имеется много искусственных прудов (около 400, общей площадью 3300 га).

### Климат

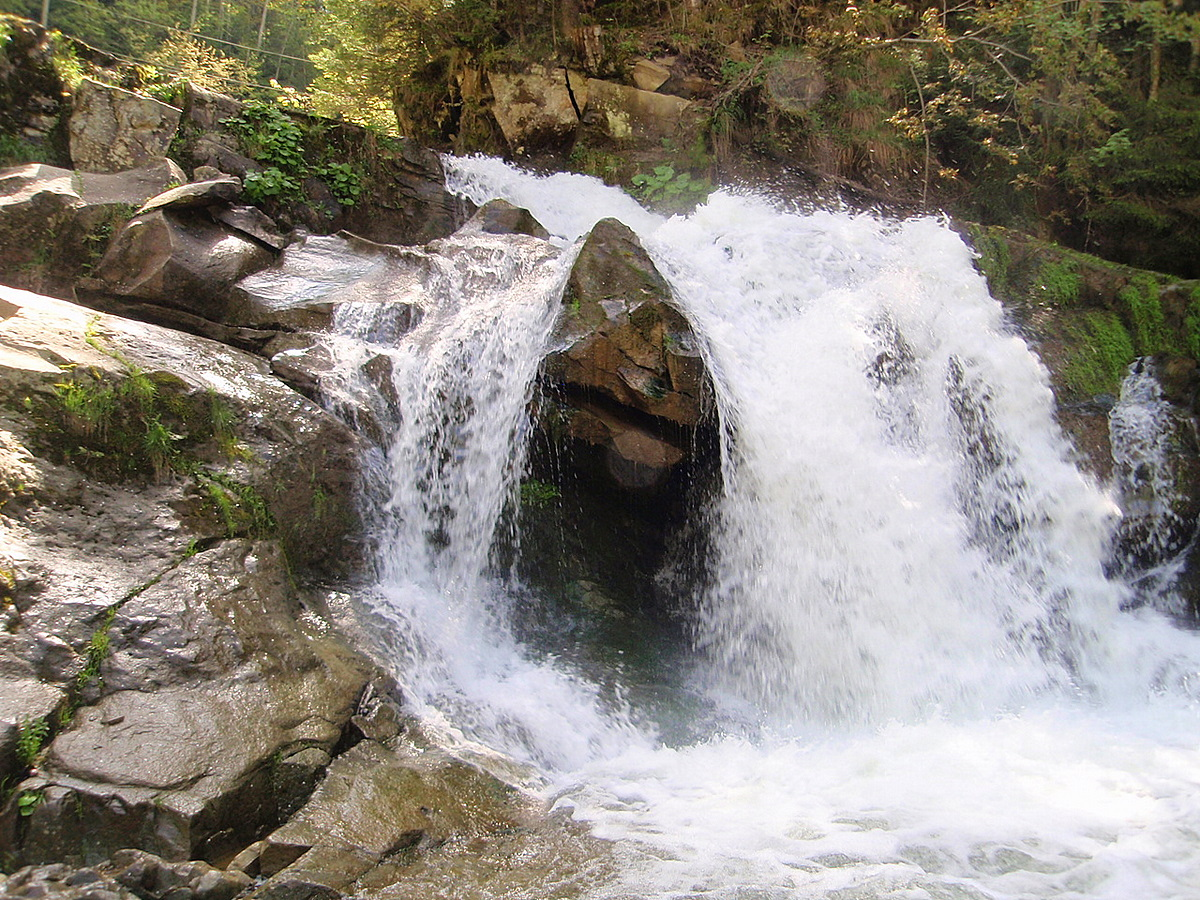
Каменецкий водопад (Стрыйский район)

Львовская область пересекает три природные зоны: лесную, лесостепную и зону высотной поясности Карпат. Климат умеренный континентальный, с тёплым влажным продолжительным летом (нередко жарким, в горах более прохладным) и мягкой зимой (нередко с оттепелями; устойчивый снежный покров только в горах). Средняя температура июля 18 °C в равнинной части (Львов) и ок. 13 °C в горной, соответственно января −4 °C и до −7 °C (с увеличением высоты на каждые 100 м температура падает на 0,7 °C; в равнинной части области температура всегда выше на 4-6°, нежели в Карпатах). Осадков за год от 600—650 мм в равнинной части до 750—1000 мм в предгорной и горной частях области (максимум летом). Вегетационный период около 210 суток в равнинной и 190—195 в горной части области (лето — со 2-й половины мая до начала октября).

### Почвы
В почвенном покрове Львовской области преобладают серые лесостепные оподзоленные почвы на лёссовидных суглинках, которые занимают около 45 % всей площади пахотных земель. Свыше 35 % земельного фонда области занимают переувлажнённые дерновые, луговые и лугово-болотные, почти 23 % площади пахотных земель — дерново-подзолистые, суглинистые и супесчаные почвы. Значительно распространены (8 % пахотных земель) перегнойно-карбонатные почвы, отличающиеся высоким естественным плодородием. В целом почвы отличаются оподзоленностью и переувлажнённостью, нуждаются в осушительной мелиорации, известковании и органических удобрениях.

### Флора и фауна

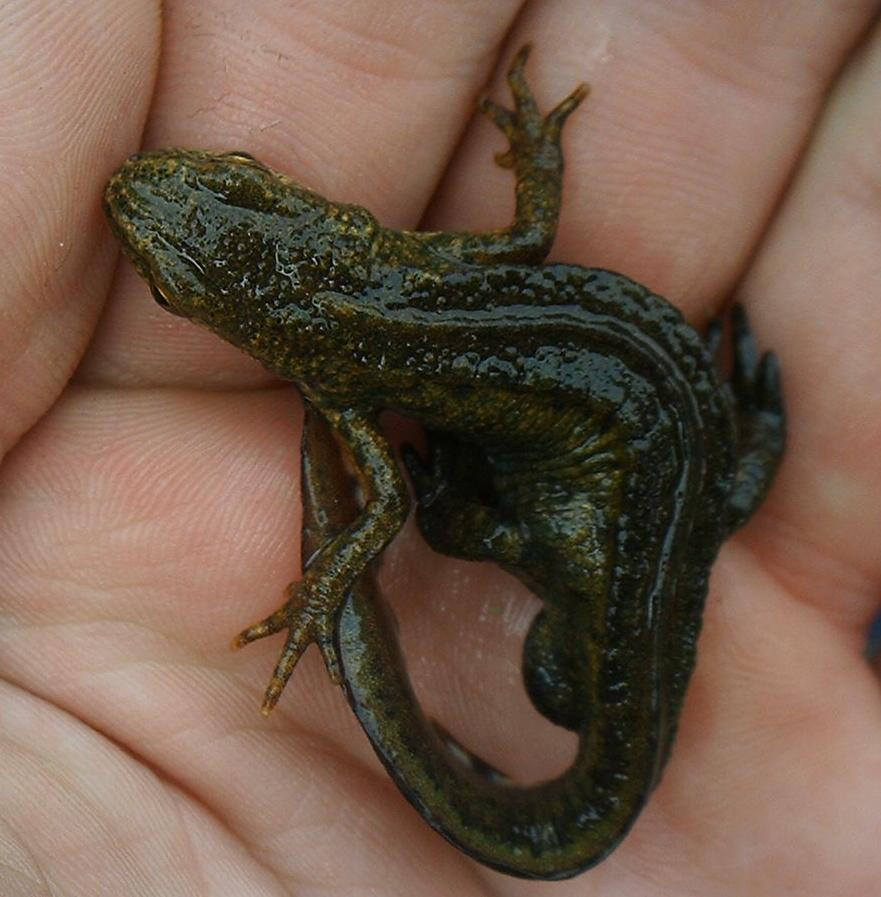
Карпатский тритон

Для равнин характерна лесная (на севере) и лесостепная (на юге) растительность, для предгорий и гор — лесная и луговая. Леса занимают около 26 % территории области; преобладают широколиственные леса (в северной части равнины сосновые и сосново-дубовые, в южной — дубово-грабовые и дубово-буковые (иногда с примесью сосны и пихты), в предгорьях — дубово-буковые и буково-пихтовые, в горах — буково-пихтовые и еловые сменяются горными лугами). Луга и болота занимают около 30 %.
Животный мир Львовской области имеет смешанный характер и включает восточноевропейские, западноевропейские, средиземноморские бореальные и горные виды. Специфически горно-карпатским видом животных является карпатский тритон; из характерных форм в горах — саламандра пятнистая, глухарь карпатский, белка карпатская, олень карпатский и другие; на равнинной части встречаются горлица кольчатая, слепыш подольский, болотная черепаха и другие. В современное время акклиматизированы и реакклиматизированы олень пятнистый, зубр, ондатра, енотовидная собака, лось; разводятся в вольерах нутрия, норка американская, лисица чернобурая, песец норвежский. На территории Львовской области имеется ряд заказников (важнейший — Майданский в Карпатах).

### Полезные ископаемые
Среди полезных ископаемых области наибольшее значение имеют топливно-энергетические ресурсы (месторождения газа, нефти, каменного угля Львовско-Волынского угольного бассейна на севере области). Область обладает также месторождениями горючих сланцев, калийной и каменной солей, серы, гипса, строительных и огнеупорных глин, мергеля, известняков.

## История
На территории древнерусского городища в Буске археологами было обнаружено жильё и вещи носителей культуры линейно-ленточной керамики (середина 5-го тысячелетия до н. э.). От Высоцкого могильника возле села Высоцко Золочевского района получила название высоцкая культура (1100—600 года до нашей эры).
В VII веке союзом восточнославянских племён на территории Западной Волыни (возможно дулебами, волынянами или хорватами) в верховьях Западного Буга у истоков Серета было построено большое и хорошо укреплённое поселение Плеснеск, от которого сохранилось городище с курганным могильником площадью около 160 га, окружённое системой земляных валов и рвов общей длиной около 7 км. Это самый крупный памятник древнерусских фортификационных сооружений. Большое число уникальных находок свидетельствует о связях Плесненска этого времени с Великой Моравией и поморскими славянами, раннем христианстве уже в ІX веке, фортификационном строительстве и развитии ремесла. Через Плеснеск проходил торговый путь, связывавший Киев с Великой Моравией и Германией. Также в Плеснеске существовал языческий культовый центр.
В конце IX века западно-галицкие земли непродолжительное время входили в состав Великоморавского государства. В 898 году через Галич и соседние земли прошли племена венгров, а в 907 году славянские племена Галиции приняли участие в походе Олега на Константинополь. В дальнейшем на западные рубежи Галиции (в так называемые Червенские города) стали проникать польские князья, но в ходе нескольких войн эта территория окончательно закрепилась за Киевской Русью.
В IX — начале XI века в Верхнем Приднестровье существовал окружённый мощными земляными валами и рвами город белых хорватов Стольско площадью 250 га (Киев тогда имел площадь 9,7 га).
XII веком датируются берестяные грамоты, найденные в Звенигороде Галицком.
После распада Киевской руси на территории Львовской области существовали древнерусские княжества с центрами в Белзе и Звенигороде, которые затем вошли в состав Волынского и Галицкого княжеств. В 1254 году галицко-волынский князь Даниил Галицкий принял титул «короля Руси», в 1254—1325 годах территория Галичины носила название Русское королевство или Русская земля.

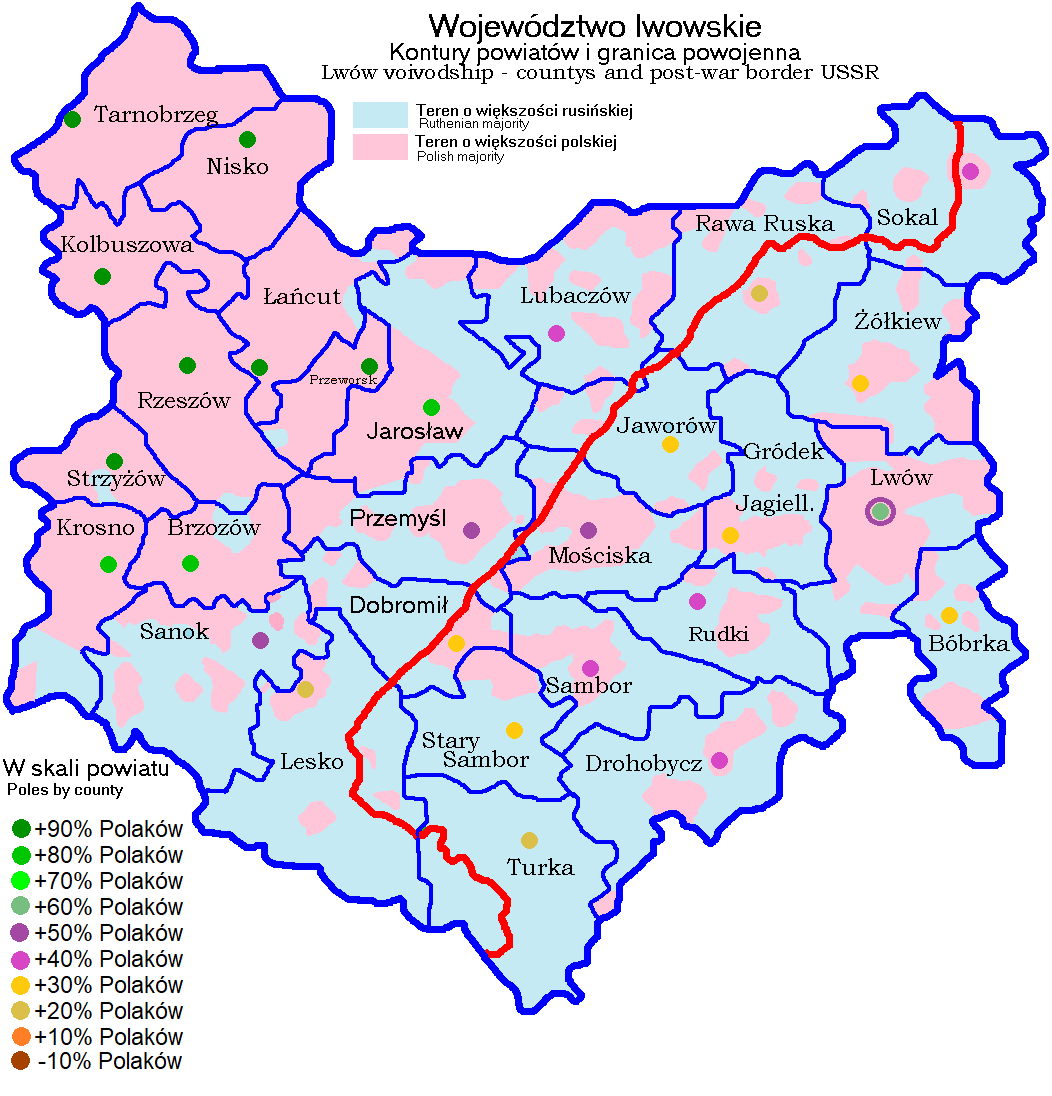
Население Львовского воеводства: красным цветом отмечены территории с польским большинством, зелёным — с украинским большинством; красная линия — граница между Польшей и Украиной до 1951 года

В 1386 году королева Польши Ядвига присоединила Русское королевство к Польше. В 1434 году из земель Русского королевства король Владислав III Варненчик образовал Русское воеводство, административным центром которого стал город Львов, а северную часть области занимало образованное в 1462 году Белзское воеводство. После третьего раздела Польши, как и вся территория Галиции, земли нынешней Львовской области вошли в состав Австрийской империи как Королевство Галиции и Лодомерии. В 1914—1915 русскими властями была создана Львовская губерния, входившая в состав Галицкого генерал-губернаторства (Галицко-Буковинское генерал-губернаторство).
С 1918 до 1939 года территория, на которой расположена современная область, входила в состав Львовского воеводства Польши.
В соответствии с Секретным дополнительным протоколом к Договору о ненападении между Германией и Советским Союзом, территория области аннексирована Советским Союзом и вошла в состав Украинской ССР. 27 ноября 1939 политбюро ЦК КП(б)У обсудило вопрос об образовании Львовской области в составе УССР. Принято решение о создании Львовской области с центром во Львове, в составе Бобркского, Бродского, Городокского, Жолкевского, Золочевского, Каменского, Львовского, Любачевского, Перемышлянского, Рава-Русского, Радзеховского, Сокальского, Яворовского уездов.

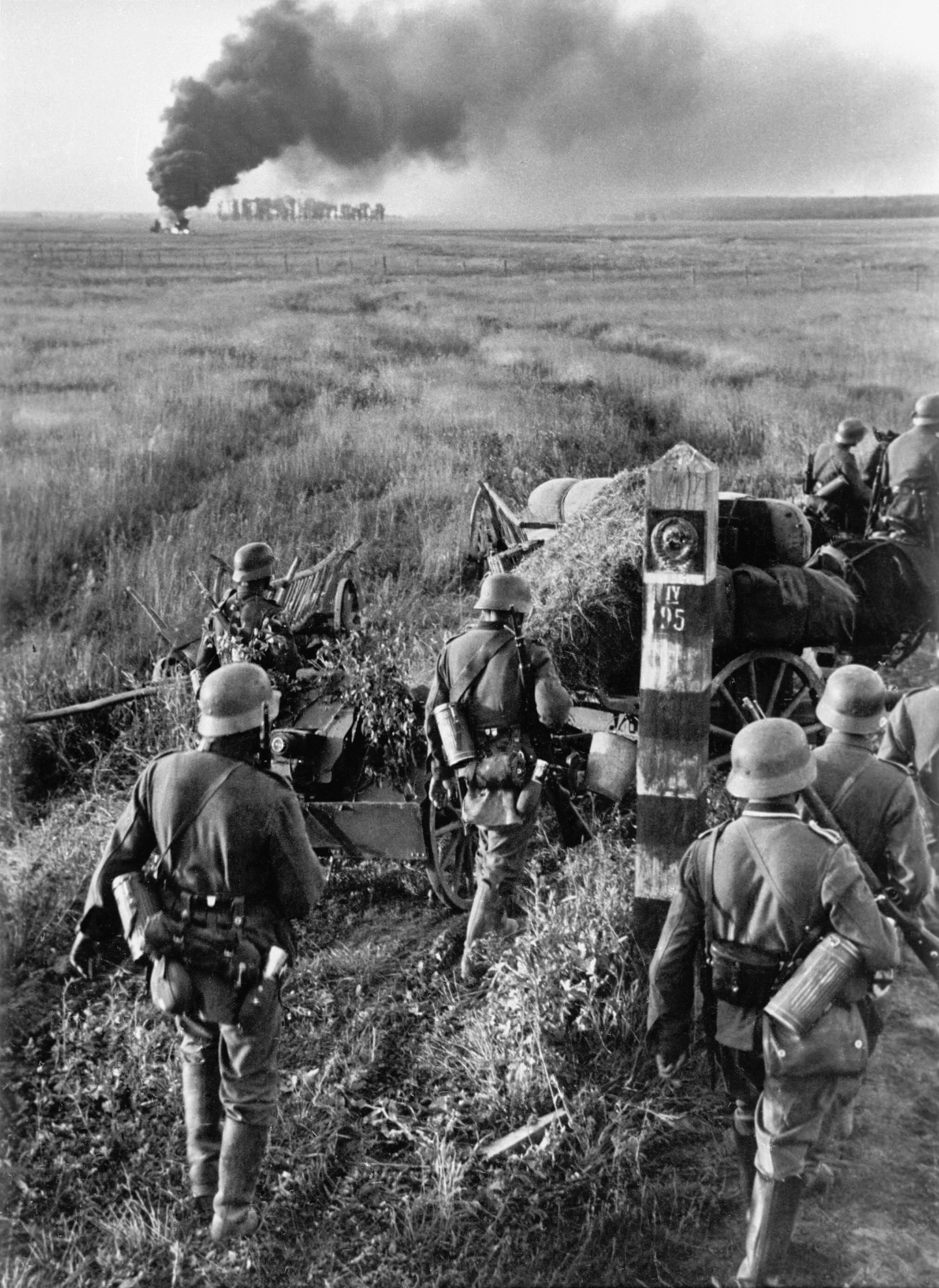
Немецкие войска пересекают советскую границу 22 июня 1941 года в Сокальском районе Львовской области

В период Второй мировой войны немецкими оккупантами территория Львовской области была включена в состав дистрикта Галиция Генерал-губернаторства.
В соответствии с решениями Тегеранской конференции, в октябре 1944 года к Польше перешли следующие районы Львовской области:
- Горинецкий район (Горинец-Здруй, Горынец (Horyniec); возле Немирова),
- Любачевский район (сейчас — Любачув),
- Ляшковский район (ныне — Ляшки [Лащув (?), Ляшки (?)]),
- Сенявский район (сейчас — Сенява),
- Угневский район.

15 февраля 1951 года, в соответствии с условиями советско-польского договора 1951 года об обмене территориями, в состав Львовской области вошёл польский Забужский район (административный центр — город Белз; сейчас на территории района расположен также город Шептицкий; Угневский район большей частью возвращён Львовской области), граница УССР с Польшей приняла современный вид.
21 мая 1959 года в состав Львовской области вошли все районы Дрогобычской области, последняя была упразднена, и Львовская область приняла современные границы.
Первые секретари Львовского обкома компартии (1939—1991)
- 1944—1948 — Иван Самойлович Грушецкий
- 1948—1950 — Борис Андроникович Коваль
- 1950—1951 — Иван Самойлович Грушецкий
- 1951—1952 — Василий Данилович Чучукало
- 1952—1954 — Зиновий Тимофеевич Сердюк
- 1954—1961 — Михаил Константинович Лазуренко
- 1961—1962 — Иван Самойлович Грушецкий
- 1962—1963 — Василий Степанович Куцевол
- 1963—1964 — Василий Степанович Куцевол (промышленного обкома)
- 1963—1964 — Леонид Степанович Ванденко (сельского обкома)
- 1964—1973 — Василий Степанович Куцевол
- 1973—1987 — Виктор Фёдорович Добрик
- 1987—1990 — Яков Петрович Погребняк
- 1990—1991 — Вячеслав Васильевич Секретарюк

Главы области
- 1991—1992 — Вячеслав Максимович Черновол
- 1992—1994 — Степан Антонович Давымука
- 1995—1997 — Николай Николаевич Горынь
- 1997—1999 — Михаил Васильевич Гладий
- 1999—2001 — Степан Романович Сенчук
- 2002—2003 — Мирон Дмитриевич Янкив
- 2003—2004 — Александр Степанович Сендега
- 2005—2008 — Пётр Михайлович Олийнык
- 2008—2010 — Николай Иванович Кмить[15]
- 2010—2011 — Василий Михайлович Горбаль
- 2010 — ? Михаил Михайлович Цымбалюк
- 2011—2013 — Михаил Дмитриевич Костюк
- март-октябрь 2013 — Виктор Викторович Шемчук
- октябрь 2013—2014 — Олег Михайлович Сало
- 2 марта — 14 августа 2014 — Ирина Игоревна Сех
- 15 августа — 25 декабря 2014 — Юрий Иванович Турянский (и. о.)
- 26 декабря 2014 — 11 июня 2019 — Олег Михайлович Синютка
- 11 июня — 5 июля 2019 — Ростислав Теодозиевич Замлинский (и. о.)
- 5 июля — 26 декабря 2019 — Маркиян Маркиянович Мальский
- 26 декабря 2019 — 5 февраля 2020 — Василий Миронович Лозинский (и. о.)
- с 5 февраля 2020 — Максим Зиновьевич Козицкий.

## Население

### Численность и размещение
Численность наличного населения области на 1 января 2020 года составляет 2 512 084 человека, в том числе городского населения 1 534 040 человек, или 61,1 %, сельского — 978 044 человека, или 38,9 %.
На 1 декабря 2017 года наличное население области — 2 530 326 человек, в том числе 1 542 480 человек (60,96 %) городского и 987 846 человек (39,04 %) сельского населения. Постоянное население — 2 511 956 человек, в том числе городское население — 1 519 523 человека (60,49 %), сельское — 992 433 человека (39,51 %). В 2007 году Львовская область по общей численности населения находилась на 4-м месте, при этом доля жителей, имевших право голоса составляла 79,8 % (21-й показатель среди регионов Украины); в 2009 году в области было зарегистрировано 1 млн 965 тыс. избирателей. Львовская область является второй в стране по количеству городов. За 2007 год миграционное сокращение населения Львовской области составляло 1197 человек. Львовская область — наиболее урбанизированная территория на западе Украины, но в то же время она является лидером среди всех регионов Украины по абсолютной численности сельского населения.
Область принадлежит к числу наиболее плотнозаселённых на Украине. Средняя плотность населения составляет свыше 120 чел/км², средняя плотность сельского населения — свыше 50 чел./км². Наиболее плотно заселённые территории — это собственно Львов и прилегающая к нему местность, а также районы в междуречье Днестра и Стрыя. Наиболее низкая плотность населения наблюдается в горных районах, а также в северо-восточных районах области.
Крупнейший город области — Львов образует вокруг себя центральную городскую агломерацию области, в которой проживает 35 % населения всего региона. На юге области выделяется Дрогобычская агломерация, ядро которой образуют города Дрогобыч, Борислав, Трускавец и Стебник. Это города рекреационной зоны, в них, кроме промышленного производства, велика доля занятых в сфере обслуживания. На севере области, на территории Сокальского района сформировался комплекс населённых пунктов, ориентированных на добычу и обогащение угля, в составе городов Шептицкий, Сокаль, Сосновка, Великие Мосты, Белз и двух смежных посёлков.

### Национальный состав
Свыше 90 % населения области составляют украинцы, однако в регионе проживают около 250 тысяч человек других национальностей. Наиболее многочисленным меньшинством являются русские (около 90 тысяч человек), абсолютное большинство которых проживает в больших городах области, а половина — во Львове. Кроме того, в области живут поляки (в основном — Львов, Самбор, Яворовский район), евреи (Львов).
Национальный состав по переписи 2001 года:
- украинцы — 2 471 033 (94,8 %)
- русские — 92 565 (3,6 %)
- поляки — 18 948 (0,7 %)
- белорусы — 5437 (0,2 %)
- евреи — 2212 (0,1 %)
- армяне — 1139 (0,04 %)
- молдаване — 781 (0,03 %)
- цыгане — 769 (0,03 %)
- татары — 680 (0,03 %)

### Языковой состав

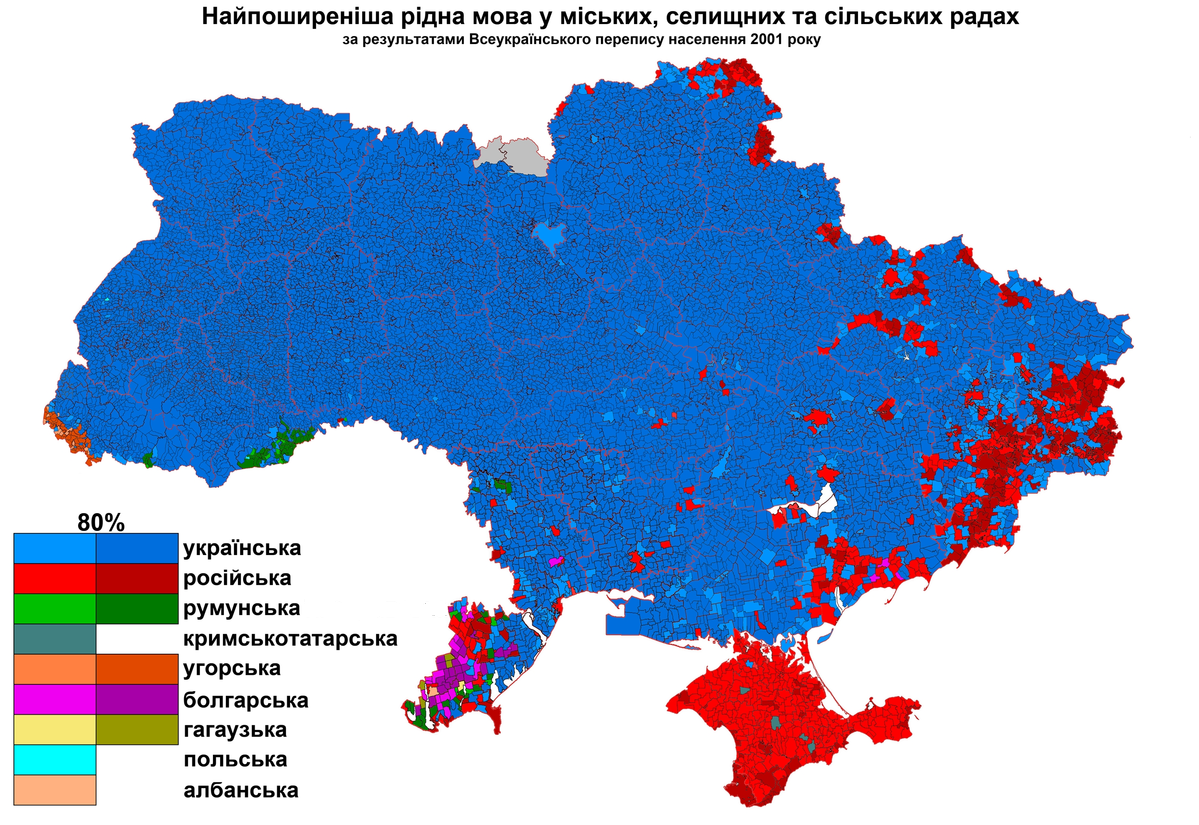
По данным переписи 2001 года во Львовской области абсолютно преобладает украинский язык — родным его назвали более 95 % населения региона

Львовская область была одной из немногих областей Украинской ССР, где доля украиноязычных возрастала несмотря на проводимую в СССР русификацию Украины. Родной язык населения Львовской области по результатам переписей населения, %
|            | 1959 | 1970 | 1979 | 1989 | 2001 |
| ---------- | ---- | ---- | ---- | ---- | ---- |
| Украинский | 84,8 | 87,6 | 89,0 | 90,1 | 95,3 |
| Русский    | 11,6 | 10,8 | 9,8  | 8,8  | 3,8  |
| Другие     | 3,6  | 1,6  | 1,2  | 1,1  | 0,6  |

Родной язык населения Львовской области по данным переписи 2001 года:
|                        | Украинский | Русский |
| ---------------------- | ---------- | ------- |
| Львовская область      | 95,3       | 3,8     |
| Львов (горсовет)       | 88,8       | 9,7     |
| Борислав (горсовет)    | 97,6       | 1,9     |
| Дрогобыч (горсовет)    | 94,9       | 3,8     |
| Червоноград (горсовет) | 93,3       | 6,2     |
| г. Самбор              | 95,2       | 2,3     |
| г. Стрый               | 93,0       | 5,1     |
| г. Трускавец           | 94,2       | 5,0     |
| Бродовский район       | 98,3       | 1,6     |
| Бусский район          | 99,4       | 0,5     |
| Городокский район      | 99,1       | 0,8     |
| Дрогобычский район     | 99,6       | 0,3     |
| Жидачовский район      | 99,3       | 0,6     |
| Жолковский район       | 99,1       | 0,7     |
| Золочевский район      | 99,0       | 0,9     |
| Каменка-Бугский район  | 98,8       | 1,0     |
| Мостисский район       | 93,2       | 0,4     |
| Николаевский район     | 98,5       | 1,4     |
| Перемышлянский район   | 99,7       | 0,3     |
| Пустомытовский район   | 98,9       | 0,7     |
| Радеховский район      | 99,6       | 0,3     |
| Самборский район       | 98,0       | 0,6     |
| Сколевский район       | 99,4       | 0,5     |
| Сокальский район       | 99,0       | 0,8     |
| Старосамборский район  | 98,8       | 0,4     |
| Стрыйский район        | 99,3       | 0,6     |
| Турковский район       | 99,8       | 0,1     |
| Яворовский район       | 98,9       | 1,0     |

Украинский язык является единственным официальным языком на всей территории области.
18 сентября 2018 года решением Львовского областного совета во Львовской области был введён мораторий на публичное использование русскоязычного культурного продукта.
По данным опроса, проведённого Социологической группой «Рейтинг» с 16 ноября по 10 декабря 2018 года в рамках проекта «Портрети Регіонів», 90 % жителей Львовской области считали, что украинский язык должен быть единственным государственным языком на всей территории Украины. 7 % считали, что украинский язык должен быть единственным государственным языком, а русский — вторым официальным в некоторых регионах страны. 1 % считали, что русский должен стать вторым государственным языком страны. 2 % затруднились с ответом.
20 сентября 2022 года решением Львовского областного совета во Львовской области утверждена «Комплексная программа утверждения украинского языка на 2023—2026 годы», главными целями которой являются усиление позиций украинского языка в различных сферах общественной жизни региона и украинизация беженцев из других областей Украины.
По данным исследования Центра контент-анализа, проведённого в период с 15 августа по 15 сентября 2024 года, темой которого стало соотношение украинского и русского языков в украинском сегменте социальных сетей, во Львовской области на украинском языке писалось 93,9 % сообщений (в 2023 году — 87,3 %, в 2022 году — 86,0 %, в 2020 году — 52,4 %), на русском — 6,1 % (в 2023 году — 12,7 %, в 2022 году — 14,0 %, в 2020 году — 47,6 %).
После провозглашения Украиной независимости в области, как и в стране в целом, происходит постепенная украинизация русифицированной в советское время системы образования. Динамика соотношения языков преподавания в учреждениях общего среднего образования во Львовской области:
| Язык преподавания | Учебный год | Учебный год | Учебный год | Учебный год | Учебный год | Учебный год | Учебный год | Учебный год | Учебный год | Учебный год | Учебный год | Учебный год | Учебный год | Учебный год |
| Язык преподавания | 1991/92     | 1992/93     | 1993/94     | 1994/95     | 1995/96     | 2000/01     | 2005/06     | 2007/08     | 2010/11     | 2012/13     | 2015/16     | 2018/19     | 2021/22     | 2022/23     |
| ----------------- | ----------- | ----------- | ----------- | ----------- | ----------- | ----------- | ----------- | ----------- | ----------- | ----------- | ----------- | ----------- | ----------- | ----------- |
| Украинский        | 91,8 %      | 93,6 %      | 94,6 %      | 95,4 %      | 96,0 %      | 98,0 %      | 99,0 %      | 99,0 %      | 99,0 %      | 99,0 %      | 99,0 %      | 99,0 %      | 99,65 %     | 99,64 %     |
| Русский           | 8,1 %       | 6,2 %       | 5,3 %       | 4,4 %       | 4,0 %       | 2,0 %       | 1,0 %       | 1,0 %       | 1,0 %       | 1,0 %       | 1,0 %       | 1,0 %       | 0,07 %      | —           |

В период с 2012/13 по 2016/17 учебный год во Львовской области доля учеников, изучающих русский язык либо в русскоязычных классах, либо как отдельный предмет в классах с украинским языком преподавания, сократилась с 4,18 % до 1,54 %.
По данным Государственной службы статистики Украины в 2023/24 учебном году из 286 111 учащихся в учреждениях общего среднего образования во Львовской области 285 367 (99,74 %) обучались в украиноязычных классах, 744 (0,26 %) — в польскоязычных.
По данным Государственной службы статистики Украины в 2024/25 учебном году из 279 845 учащихся в учреждениях общего среднего образования во Львовской области 279 110 (99,74 %) обучались в украиноязычных классах, 735 (0,26 %) — в польскоязычных.

### Генетические данные
Исследование 154 мужчин-украинцев из Львовской области, проведённое в 2013 году польскими исследователями, показало следующее распределение гаплогрупп:
- R1a1/M17 — 31,17 %,
- I*/+M170 — 28,57 %,
- R1a1a7/+M458 — 13,65 %,
- E1b1b1/+M35 — 7,79 %,
- R1b1/+P25 — 5,19 %,
- F*/+M89 — 4,54 %,
- J2*/+M172 — 3,25 %,
- R1b1a2/+M269 — 2,59 %
- K*/+M9 — 1,95 %.

### Конфессиональный состав

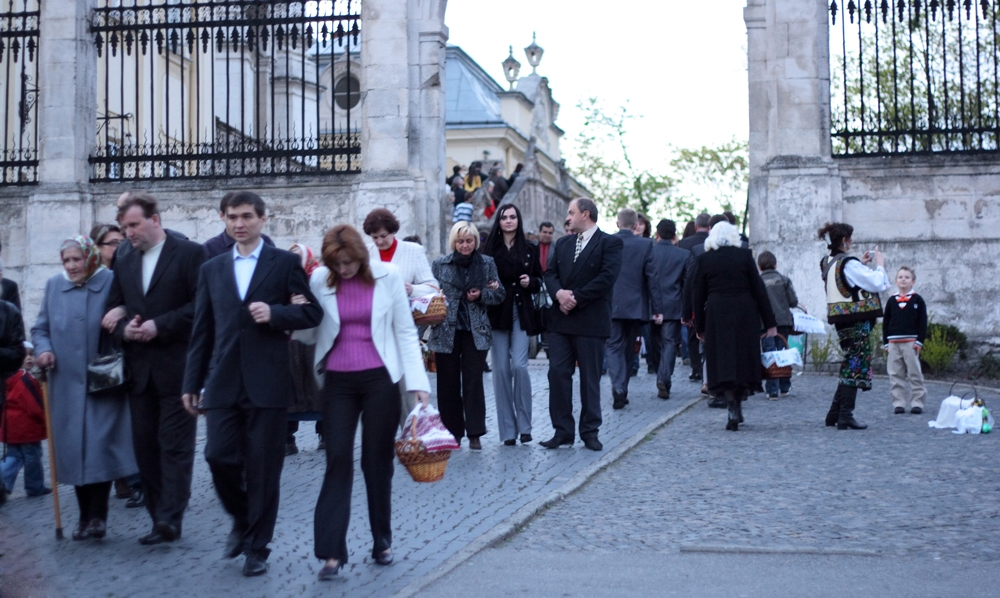
Прихожане собора святого Юра во Львове на Пасху

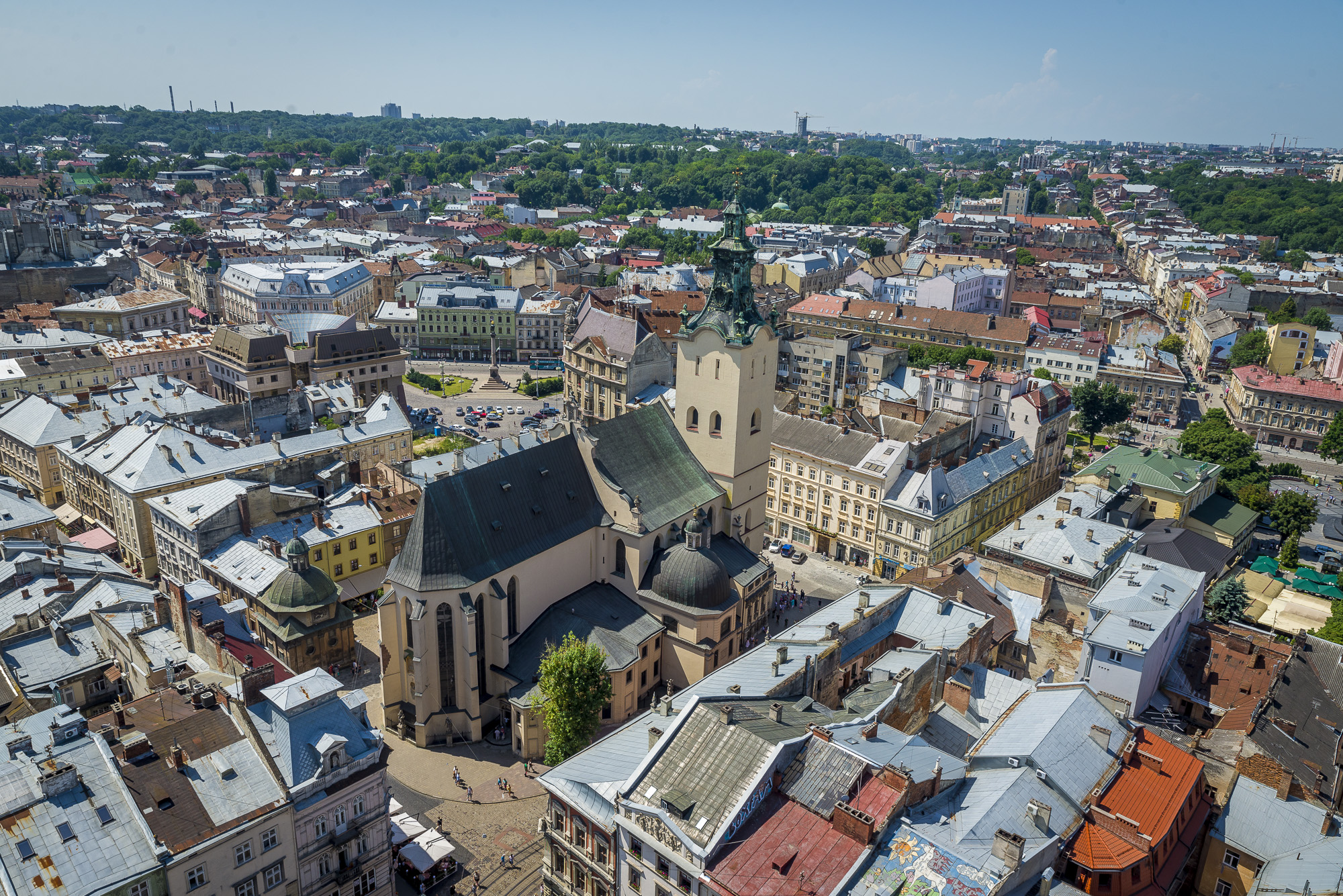
Кафедральний собор

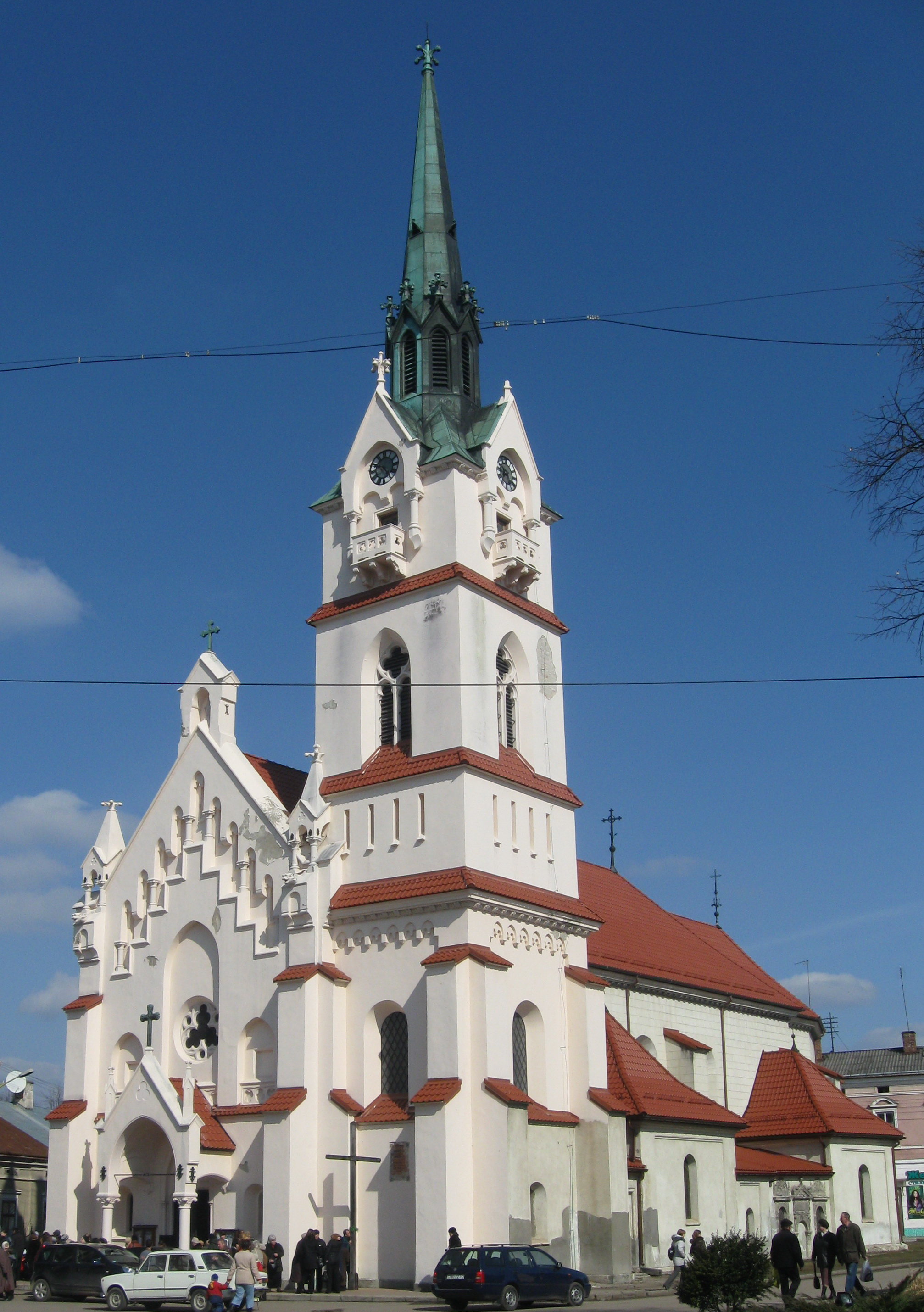
Стрый. Церковь в центре города Стрый

Население Львовской области характеризуется очень высоким уровнем религиозной активности, что устанавливалось социологическими исследованиями ещё в советский период.
В 2019 году во Львовской области насчитывалось наибольшее количество религиозных общин среди всех областей Украины — 2734, среди них приблизительно УГКЦ — 1468 (1-е место среди других областей), ПЦУ — 795 (первое место), Римско-католическая церковь — 129 (первое место), пятидесятники — 79, баптисты — 76, УПЦ МП — 59, свидетели Иеговы — 55, адвентисты седьмого дня — 22, христиане веры евангельской — 10, иудеи — 6, мусульмане — 1.
На территории области расположены следующие церковно-территориальные единицы:
- УГКЦ — Львовская архиепархия (предстоятель — Игорь (Возьняк)), Самборско-Дрогобычская епархия — Юлиан (Вороновский), Стрыйская епархия — Тарас (Сенькив), Сокальско-Жолковская епархия — Михаил (Колтун);
- УПЦ КП — Львовско-Сокальская епархия, предстоятель — Димитрий (Рудюк), Дрогобычско-Самборская — Матфей (Шевчук);
- УАПЦ — Львовская епархия, предстоятель — Макарий (Малетич);
- УПЦ МП — Львовская и Галицкая епархия, предстоятель — Филарет (Кучеров);
- РКЦ — Архиепархия Львова, предстоятель — Мечислав Мокшицкий.

### Демографическое движение
Процесс убыли населения Львовской области определяется как естественным сокращением населения, так и миграционным оттоком населения. Возрастной состав населения, как и в целом по западным регионам, отличается повышенной долей лиц младше трудоспособного возраста.
В 2007 году в области зарегистрированы 21 823 брака и 6558 разводов. Уровни брачности и разводности, соответственно, составляли 8,5 и 2,6 промилле. В городских поселениях уровень брачности выше, чем в сельской местности — соответственно 9,6 и 6,8 единиц на 1000 человек. Среднее количество рождённых детей на одну женщину в 2007 году составило 1,4. Средняя продолжительность жизни (рассчитанная в 2006—2007 годах) составила 70,7 лет, при этом 65,09 лет для мужчин и 76,6 лет для женщин.
В 2007 году в области родилось 27,5 тыс. человек, умерло — 34,9 тыс. человек. Наибольшее количество смертей вызвано болезнями системы кровообращения — 22 137 лицо (63,4 %), новообразованиями — 3960 (11,3 %), внешними причинами заболеваемости и смертности — 2298 (6,6 %), болезнями органов дыхания — 1468 (4,2 %), болезнями органов пищеварения — 1268 (3,6 %), некоторыми инфекционными и паразитарными болезнями — 607 (1,7 %). На конец 2009 года Львовская область занимала на Украине 5 ранговое место по показателю распространённости ВИЧ-инфекции.

### Безработица
На 1 января 2009 года уровень зарегистрированной безработицы (рассчитанный как отношение количества безработных, зарегистрированных в государственной службе занятости, к среднегодовому количеству населения в работоспособном возрасте) в области составлял 2,7 %. Уровень безработицы в сельской местности составил 4, 0 %, в городах — 2,0 %. Наивысшим был уровень зарегистрированной безработицы в Бродовском (8,3 %), Перемышлянском (6,5 %), Золочевском (5,9 %), Старосамборском (5,4 %), Николаевском (4,8 %), Радеховском (4,7 %) районах и в городах: Моршине (9,7 %), Новом Раздоле (5,2 %).

### Миграция
Безработица порождает существенные миграционные потоки. По данным областного управления гражданства, иммиграции и регистрации физлиц на конец 2009 года за границей находится от 150 до 200 тысяч жителей Львовской области. В частности, около 40 % из украинских трудовых мигрантов, работающих в Италии — выходцы из Львовской области.

## Административно-территориальное устройство
Административный центр Львовской области — город Львов.

### Районы
17 июля 2020 года принято новое деление области на 7 районов:
| № | Район              | Население (тыс. чел.) | Площадь (км²) | Административный центр |
| - | ------------------ | --------------------- | ------------- | ---------------------- |
| 1 | Дрогобычский район | 239,0                 | 1493,4        | г. Дрогобыч            |
| 2 | Золочевский район  | 163,3                 | 2887,9        | г. Золочев             |
| 3 | Львовский район    | 1150,4                | 4976,2        | г. Львов               |
| 4 | Самборский район   | 227,7                 | 3247,1        | г. Самбор              |
| 5 | Стрыйский район    | 327,7                 | 3854,0        | г. Стрый               |
| 6 | Шептицкий район    | 233,0                 | 3001,2        | г. Шептицкий           |
| 7 | Яворовский район   | 180,9                 | 2373,2        | г. Яворов              |

Районы в свою очередь делятся на городские, поселковые и сельские объединённые территориальные общины (укр. об'єднана територіальна громада).

### Города

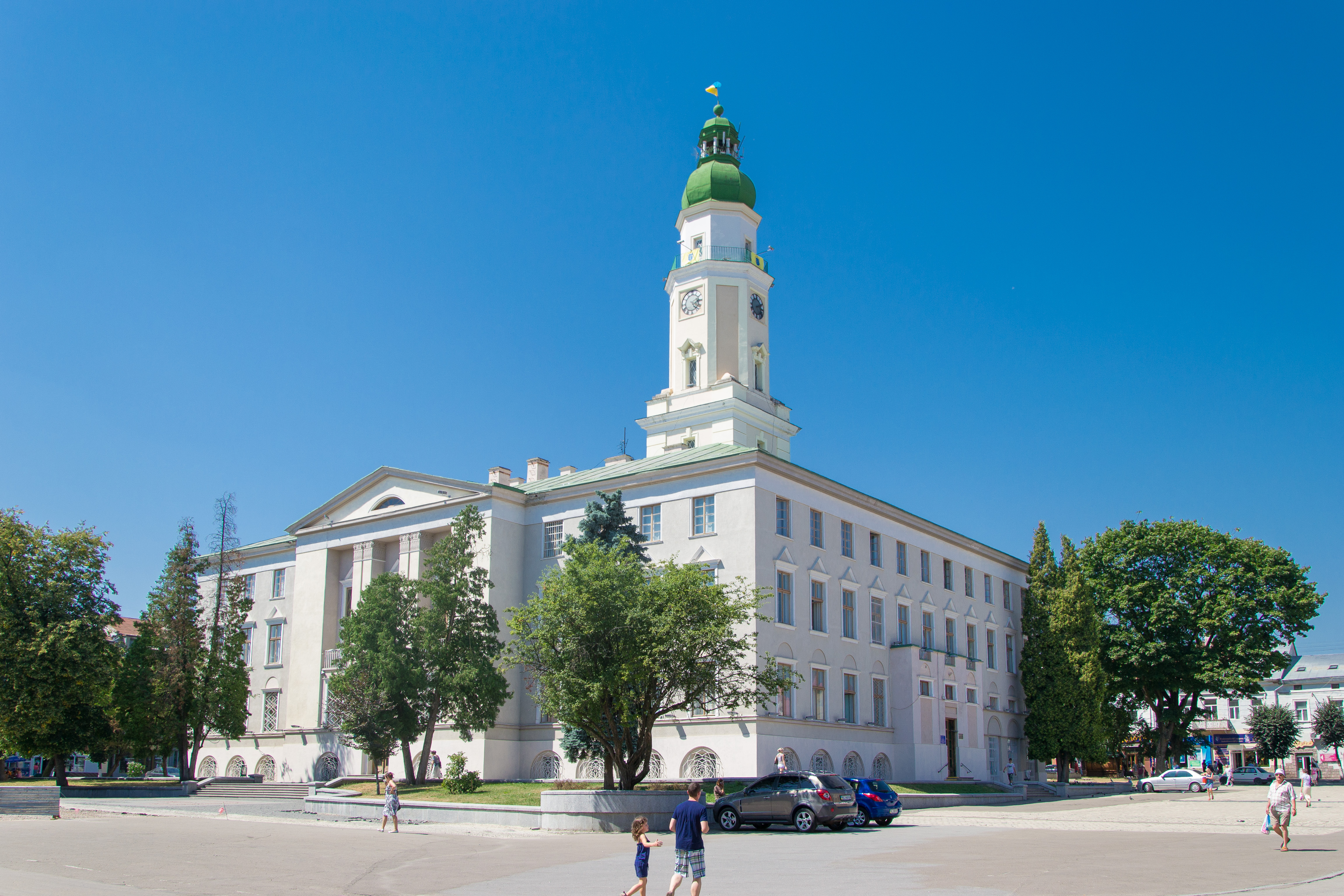
Ратуша в Дрогобыче

| - Львов - Белз - Бобрка - Борислав - Броды - Буск - Великие Мосты - Винники - Глиняны | - Городок - Добромиль - Дрогобыч - Дубляны - Жидачов - Жолква - Золочев - Каменка-Бугская - Комарно | - Моршин - Мостиска - Николаев - Новояворовск - Новый Калинов - Новый Роздол - Перемышляны - Пустомыты - Рава-Русская | - Радехов - Рудки - Самбор - Сколе - Сокаль - Сосновка - Старый Самбор - Стебник - Стрый | - Судовая Вишня - Трускавец - Турка - Угнев - Ходоров - Хыров - Шептицкий - Яворов |

Населённые пункты области

### История деления области
8 декабря 1966 года были образованы Бусский, Николаевский, Мостисский и Сколевский районы.

Районы Львовской области до 17 июля 2020 года

Число административных единиц, местных советов и населённых пунктов области до 17 июля 2020 года:
- районов — 20;
- населённых пунктов — 1928, в том числе:
  - сельских — 1850;
  - городских — 78, в том числе:
    - посёлков городского типа — 34;
    - городов — 44, в том числе:
      - городов областного значения — 9;
      - городов районного значения — 35;
- сельских советов — 631.

20 районов до 17 июля 2020 года:
| - Бродовский район - Бусский район - Городокский район - Дрогобычский район - Жидачовский район - Жолковский район | - Золочевский район - Каменка-Бугский район - Николаевский район - Мостисский район - Перемышлянский район - Пустомытовский район - Радеховский район | - Самборский район - Сколевский район - Сокальский район - Старосамборский район - Стрыйский район - Турковский район - Яворовский район |

Статусы городов до 17 июля 2020 года:
| Города областного значения - Борислав - Дрогобыч - Львов - Моршин | - Новый Роздол - Самбор - Стрый - Трускавец - Червоноград | Города районного значения - Белз - Бобрка - Броды - Буск - Великие Мосты - Винники | - Глиняны - Городок - Добромиль - Дубляны - Жидачов - Жолква - Золочев - Каменка-Бугская | - Комарно - Мостиска - Николаев - Новояворовск - Новый Калинов - Перемышляны - Пустомыты | - Рава-Русская - Радехов - Рудки - Сколе - Сокаль - Сосновка - Старый Самбор | - Стебник - Судовая Вишня - Турка - Угнев - Ходоров - Хыров - Яворов |

### Органы власти
Местное самоуправление в области осуществляет Львовская областная рада, исполнительную власть — областная государственная администрация. Главой области является председатель облгосадминистрации, назначаемый президентом Украины.

## Экономика

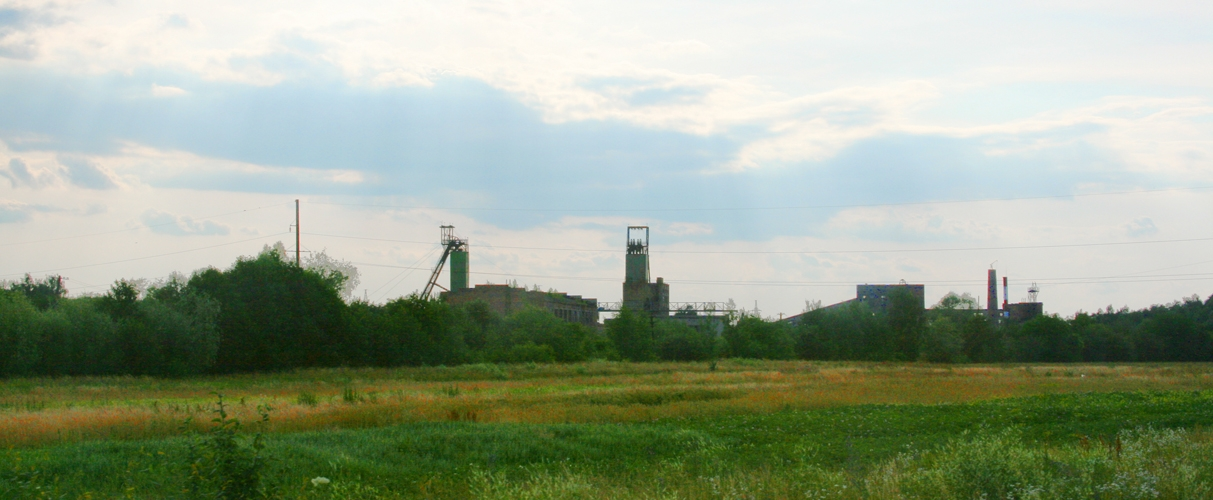
Бывшая шахта Великомостовская № 3, ныне — Межречанская, Львовско-Волынский угольный бассейн

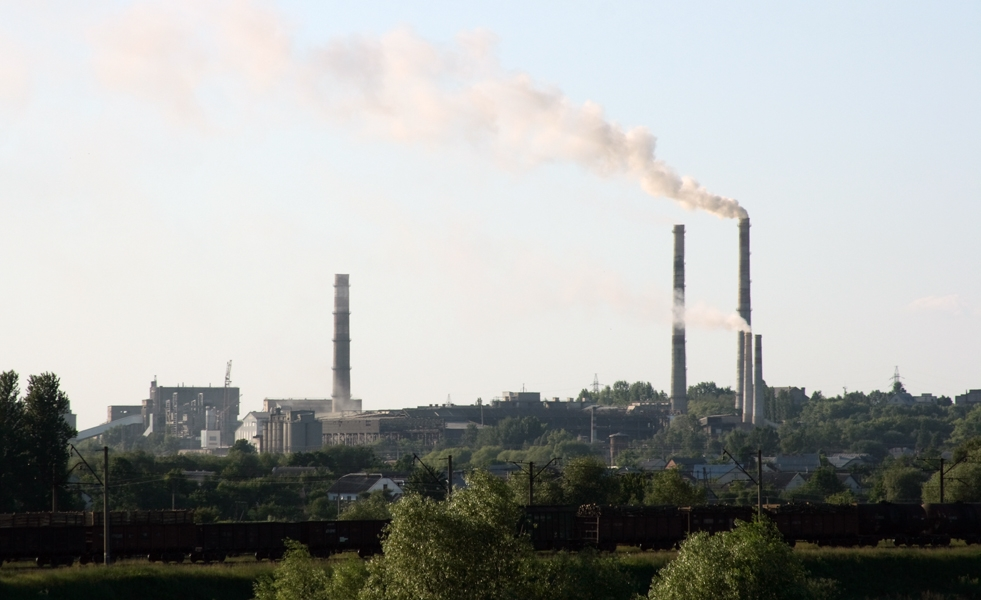
Цементный завод в городе Николаев

По данным Главного управления статистики Львовской области по объёму валовой добавленной стоимости область в 2008 году находилась на 8 месте среди областей Украины, а в расчёте на 1 жителя занимала 12 место.
Развиты машиностроение, деревообрабатывающая, химическая промышленность, добыча каменного угля (Львовско-Волынский угольный бассейн), лёгкая и пищевая промышленность. В структуре валовой добавленной стоимости преобладает промышленность (22,9 %), второе место занимает транспорт и связь (15,2 %), третье — сельское хозяйство (11,6 %). Занятое население в возрасте 15—75 лет в 2008 году насчитывало 1,1 млн человек, при этом уровень занятости находился в пределах 55—56 %. Среди занятого населения больше всего лиц работает в торговле — каждый пятый, в сельском хозяйстве и промышленности — каждый шестой.

### Экономические показатели
| N | показатель              | единицы          | значение, 2014 г. |
| - | ----------------------- | ---------------- | ----------------- |
| 1 | Экспорт товаров         | млн долларов США | 1305,3            |
| 2 | Уд.вес в общеукраинском | %                | 2,4               |
| 3 | Импорт товаров          | млн долларов США | 2472,2            |
| 4 | Уд.вес в общеукраинском | %                | 4,5               |
| 5 | Сальдо экспорт-импорт   | млн долларов США | −1166,9           |
| 6 | Капитальные инвестиции  | млн гривен       | 8880,0            |
| 7 | Средняя зарплата        | грн              | 2961              |
| 8 | Средняя зарплата        | долларов США     | 249,1             |

По материалам Комитета статистики Украины (укр.) и Главного управления статистики в Львовской области (укр.)

### Промышленность
Доля промышленности Львовской области в общем промышленном производстве Украины составляла в 2003 году 2,8 % (3,8 % в 1992 году). При этом во Львовской области в 2003 году производилось 97,7 % электрических ламп, 88,3 % автопогрузчиков, 55,5 % серы, 34,4 % бумаги, 16,6 автобусов, 16,4 % чулковой продукции, 22,6 % картона, 13,2 % маргариновой продукции, 12,7 лако-красочной продукции, 9,5 % обуви, 9,3 % мебели, 9,3 % цемента.
Во Львовской области выделяются три промышленных района:
- Львовский (машиностроение, пищевая, лёгкая промышленность);
- Предкарпатский (Дрогобыч — машиностроение, деревообработка, лёгкая промышленность; Стрый — машиностроение, пищевая и деревообрабатывающая промышленность; Борислав — нефтедобывающая, лёгкая и химическая промышленность; Новый Роздол и Яворов — производство серы);
- Северный (Шептицкий — добыча угля, лёгкая промышленность; Сокаль — химическая промышленность, Добротвор — электроэнергетика).

В структуре промышленного производства региона наибольший удельный вес имеют пищевая, топливная промышленности, машиностроение и металлообработка, электроэнергетика. В структуре производства товаров народного потребления доля продовольственных товаров составляет 65 %. Главные экономические центры области: Львов, Дрогобыч, Стрый, Борислав, Новый Роздол, Шептицкий, Сокаль. Для экономики области характерна сложная отраслевая и территориальная структура.
За 2008 год прирост производства промышленной продукции в области составил 0,8 %.

### Сельское хозяйство
Областями специализации сельского хозяйства являются выращивание зерновых культур, картофеля, овощей, сахарной свёклы, льна. Развиты мясо-молочное скотоводство, свиноводство и птицеводство.
В 2003 году сельское хозяйство Львовской области дало 5 % всей сельскохозяйственной продукции Украины.
В 2008 году относительно 2007 года объём валовой продукции сельского хозяйства во всех категориях хозяйств увеличился на 2,3 %.

### Внешнеэкономическая деятельность
По данным Главного управления статистики Львовской области в 2008 году наибольшие объёмы экспортированной продукции пришлись на Германию (14,5 % от общеобластного экспорта), Российскую Федерацию (12,9 %), Польшу (12,0 %), Данию (8,7 %), Британские Виргинские острова (7,3 %), Белоруссию (6,6 %). Среди товаров, которые Львовская область экспортировала в январе-ноябре 2008 года, преобладали механические и электрические машины и оборудование и их части (22,7 % от экспорта области), текстиль и текстильные изделия (18,0 %), древесина и изделия из неё (12,0 %), энергетические материалы, нефть и нефтепродукты (9,1 %), недрагоценные металлы и изделия из них (9,1 %).
Наибольшие объёмы импорта в область в 2008 году пришлись на Польшу (28,7 % от общеобластного импорта), Германию (14,4 %), Белоруссию (8,6 %), Российскую Федерацию (7,5 %). Преимущественно импортировались энергетические материалы, нефть и продукты её перегонки (17,5 % от общеобластного импорта), механическое оборудование, машины и механизмы, электротехническое оборудование и их части (17,3 %), недрагоценные металлы и изделия из них (11,6 %), полимерные материалы, пластмассы и каучук (8,1 %), продукция химической промышленности (6,8 %), текстиль и текстильные изделия (5,8 %).

### Курортно-рекреационные ресурсы

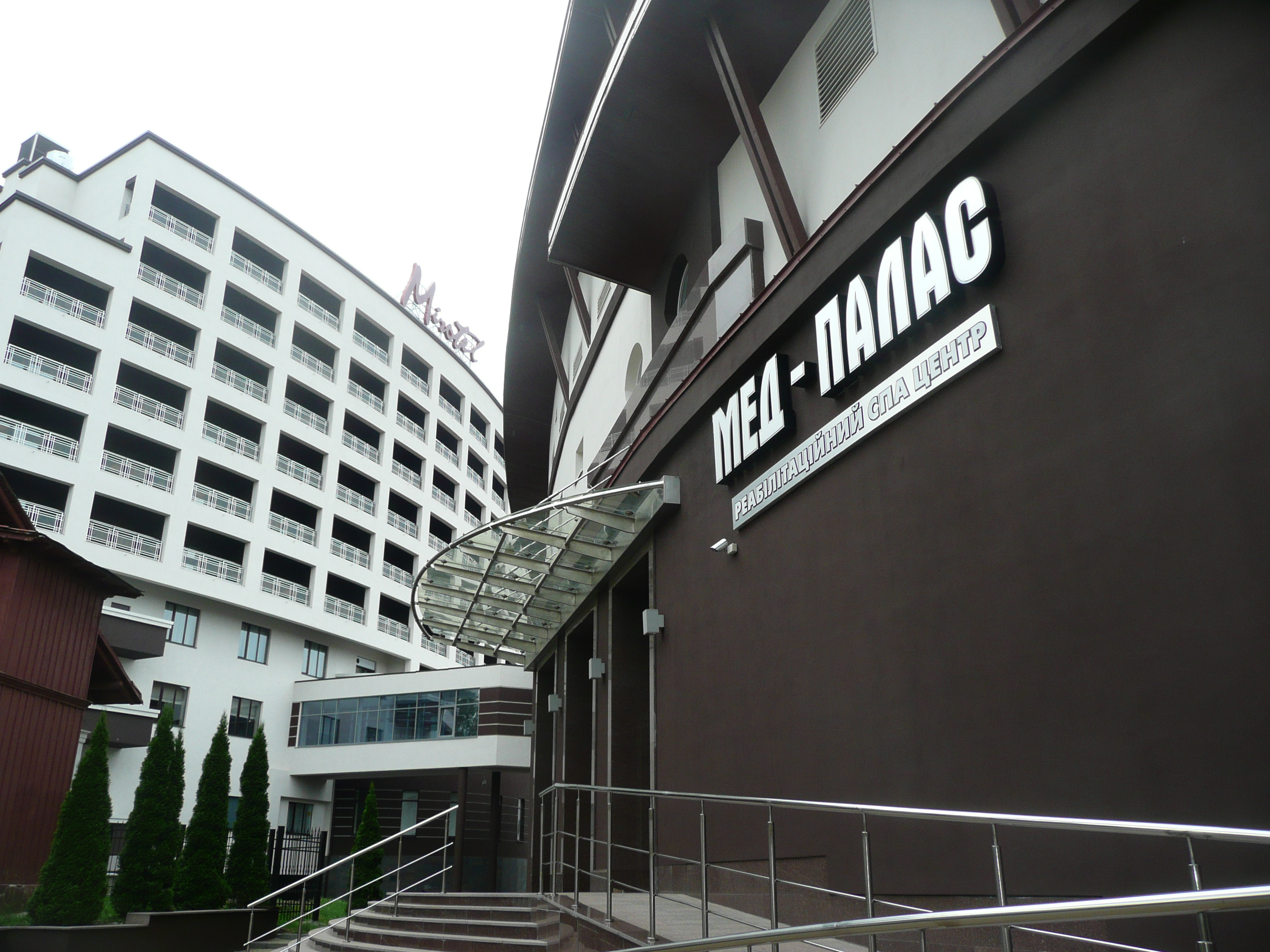
Диагностический лечебно-реабилитационный курортный комплекс в Трускавце

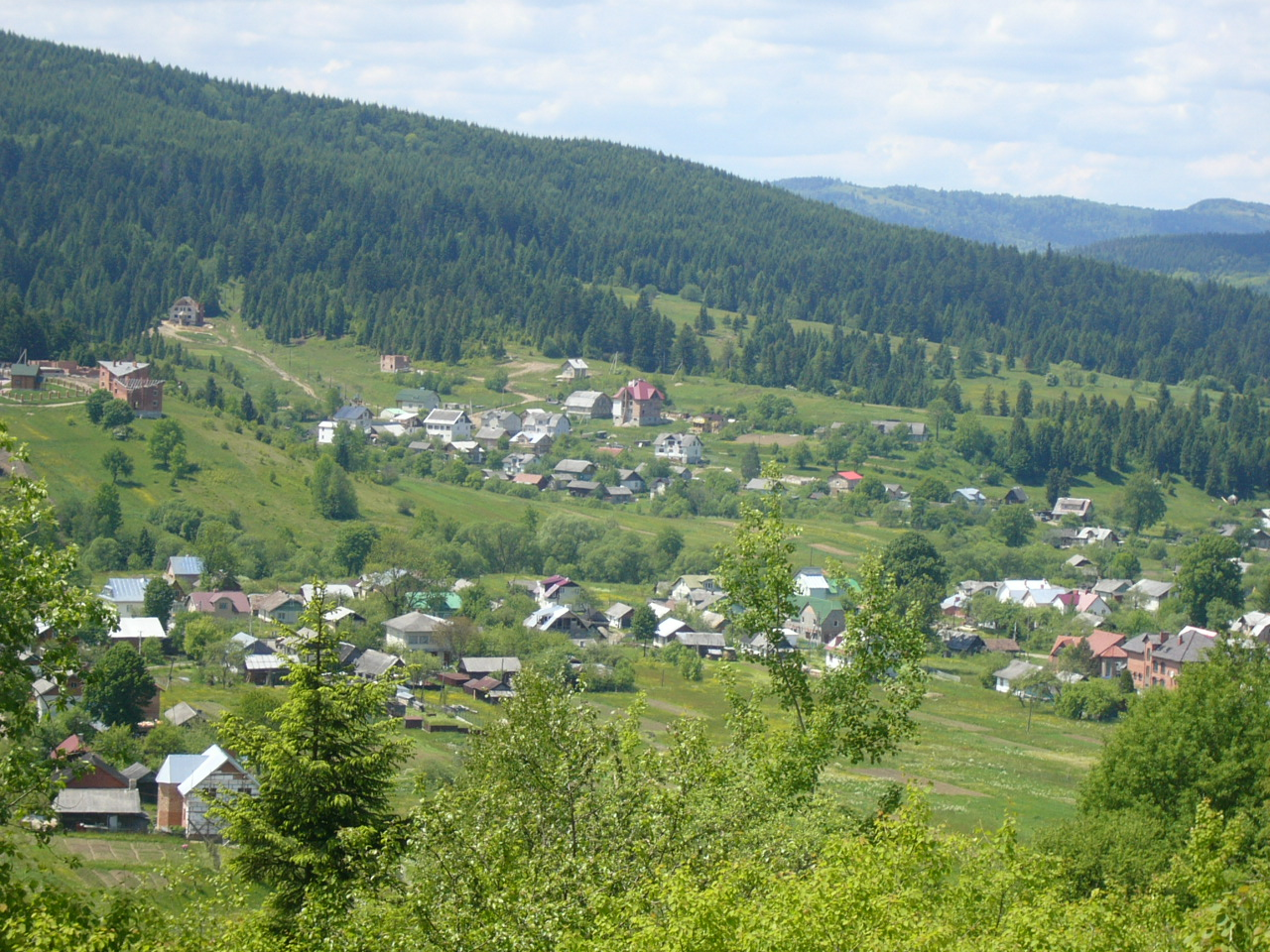
Сходница

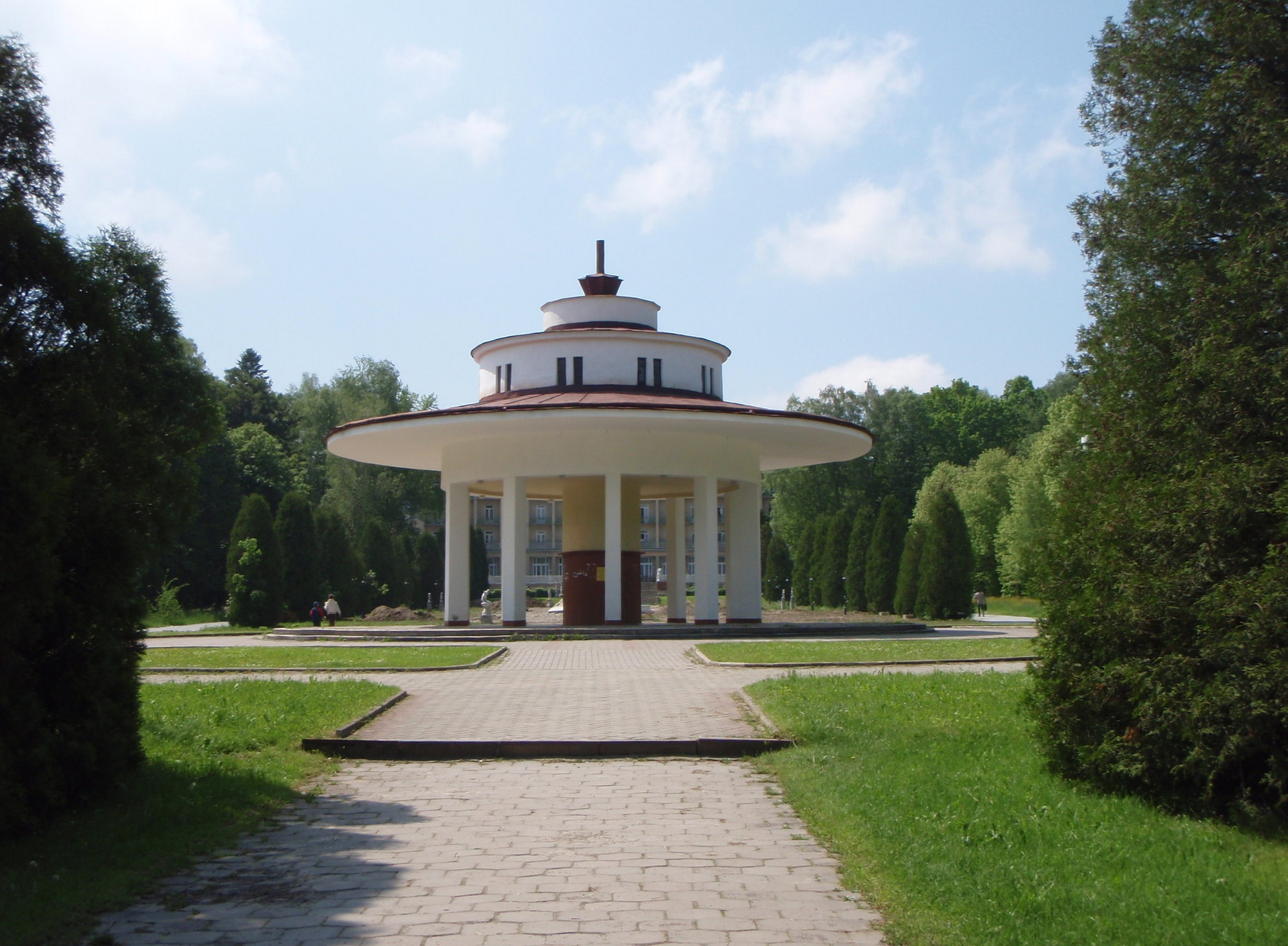
Моршин

Основу курортных ресурсов Львовской области составляют минеральные воды различного химического состава. На территории области находятся свыше 100 минеральных источников. В центральной части, в Львовском районе, близ пос. Великий Любень, имеются сульфидные сульфатно-гидрокарбонатные кальциевые воды, используемые главным образом для ванн на курорте Любень-Великий. На юге области, в Прикарпатье, имеются запасы сульфатно-хлоридных натриево-магниево-кальциевых вод, которые применяют для питьевого лечения и ванн на курорте Моршин. Близ г. Борислав, у пос. Сходница, выведены на поверхность гидрокарбонатные и сульфатно-гидрокарбонатные кальциево-натриевые воды, на базе которых перспективно строительство крупного санаторно-курортного комплекса (курортная местность Сходница). В северо-западной части Львовской обл., в Яворовском р-не, имеются источники сульфидных сульфатно-гидрокарбонатных кальциевых вод, применяемых для ванн на курорте Немиров. Исключительно разнообразны минеральные источники Трускавца: здесь используются как для ванн, так и для питьевого лечения гидрокарбонатные и гидрокарбонатно-сульфатные кальциево-магниевые воды (в том числе источники Нафтуся № 1 и № 2); сульфатно-гидрокарбонатные кальциево-магниевые; сульфатные натриево-кальциевые; сульфатно-хлоридные и хлоридно-сульфатные; хлоридные и хлоридно-сульфатные натриевые воды.
В Яворовском р-не имеются сульфатные кальциевые воды, содержащие сероводород, а также углекислые гидрокарбонатные натриево-кальциевые воды, которые применяют для питьевого лечения и ванн на курорте Шкло. В предместье Львова имеется также сульфатно-хлоридная вода Солуки, используемая для питьевого лечения. Минеральные воды некоторых источников разливаются в бутылки в качестве лечебно-столовых («Олеська», «Трускавецкая»). Минерализация вод Львовской обл. колеблется в значительных пределах: от слабоминерализованных (менее 1 г/л) до рассольных (св. 35 г/л).
Наряду с мин. водами имеются значительные запасы лечебной торфяной грязи, в том числе иловый торф в районе пос. Немиров, торф со значительным содержанием сероводорода, добываемый у пос. Шкло, а также лечебные торфы месторождений близ пос. Великий Любень и Моршина. Торфяную грязь широко применяют для торфолечения на бальнеогрязевых курортах Любень-Великий, Моршин, Немиров, Шкло (для грязевых процедур торф нередко разводят минеральными водами).
В области функционируют 25 санаториев (17 450 мест), в том числе 19 профсоюзных (15 000 мест; на 1-ю пол. 80-х); 20 санаториев-профилакториев, 8 баз отдыха в ведении различных предприятий и учреждений (ведомственных) [санаториев (на 1.I.1965) насчитывалось 21 (на 6850 коек), домов отдыха — 3 (на 785 мест)]; профсоюзный дом отдыха «Львов» (1200 мест), расположенный в курортной местности Брюховичи в 12 км от Львова..Роздольский дом отдыха расположен посреди роскошного старого парка, в бывшем дворце графа Ланцкоронского.

Климатические курорты и курортные местности: в долине реки Опор (Опир) — хутор Дубина (3 км от Сколе), Сколе, с. Коростов (8 км за Сколе), с. Гребенев (10 км от Сколе), хут. Зелемьянка (недалеко от Гребенова), с. Тухля (18 км от Сколе), пос. Славское, долина Стрый — с. Корчин (5 км от с. Верхнее Синевидное), далее в горы (вокруг г. Парашка) сёла Крушельница, Подгородцы, Сопот, Долгое, Рыбник, Майдан. Другие оздоровительно-рекреационные (климатические) местности — села Спас, Бусовиско, Лужок и Розлуч с турбазой возле Турки в Карпатах (в верховьях Днестра), Дунаев и Поморяны в Золочевском районе.

### Другое
Во Львовской области развиты народные промыслы: рельефная резьба по дереву (Броды, Ивано-Франково, Моршин), вышивка, производство батиков (Городок), изделия из стекла (Жолква, Николаев, Самбор, Сколе).

## Транспорт

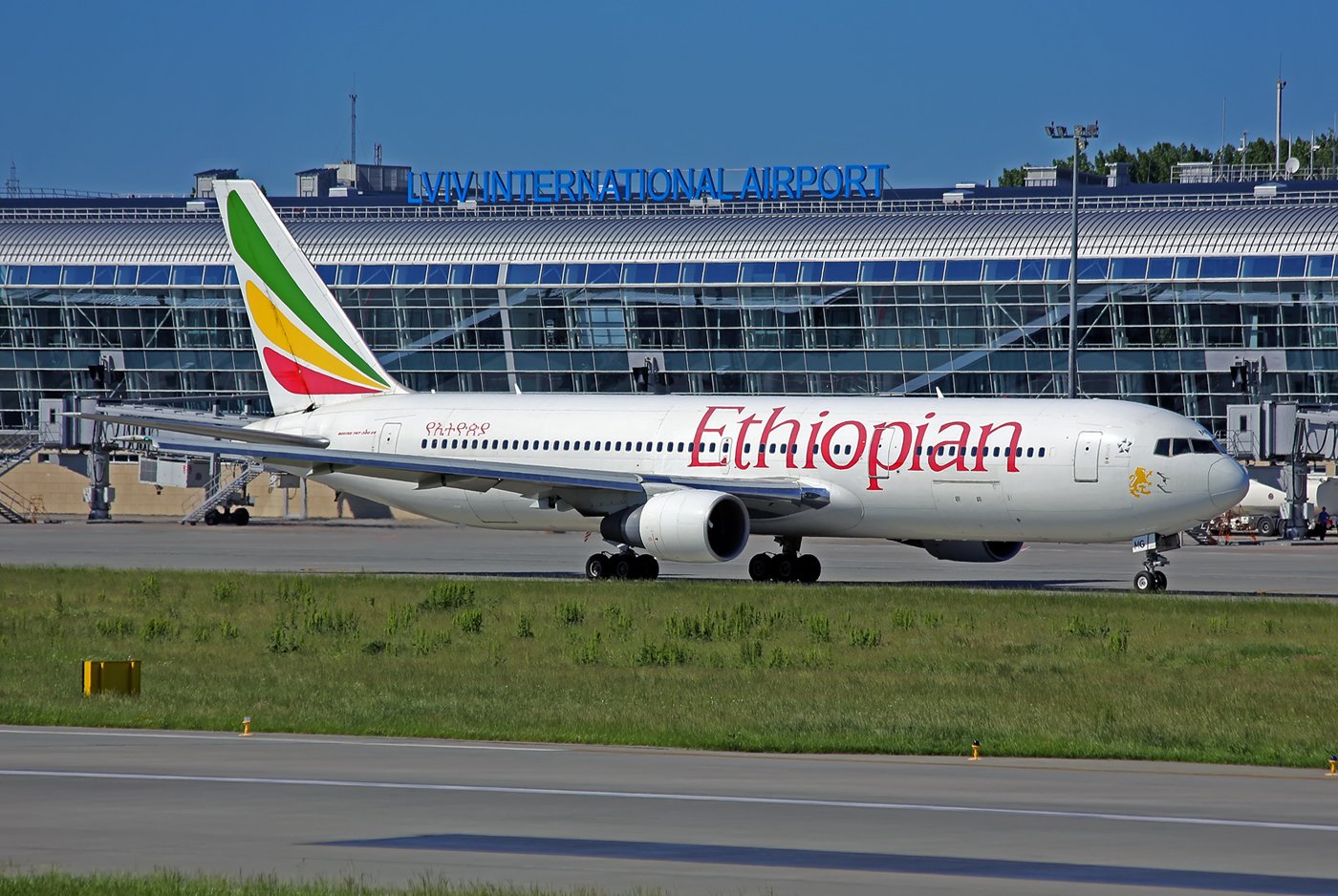
Новый терминал Львовского аэропорта

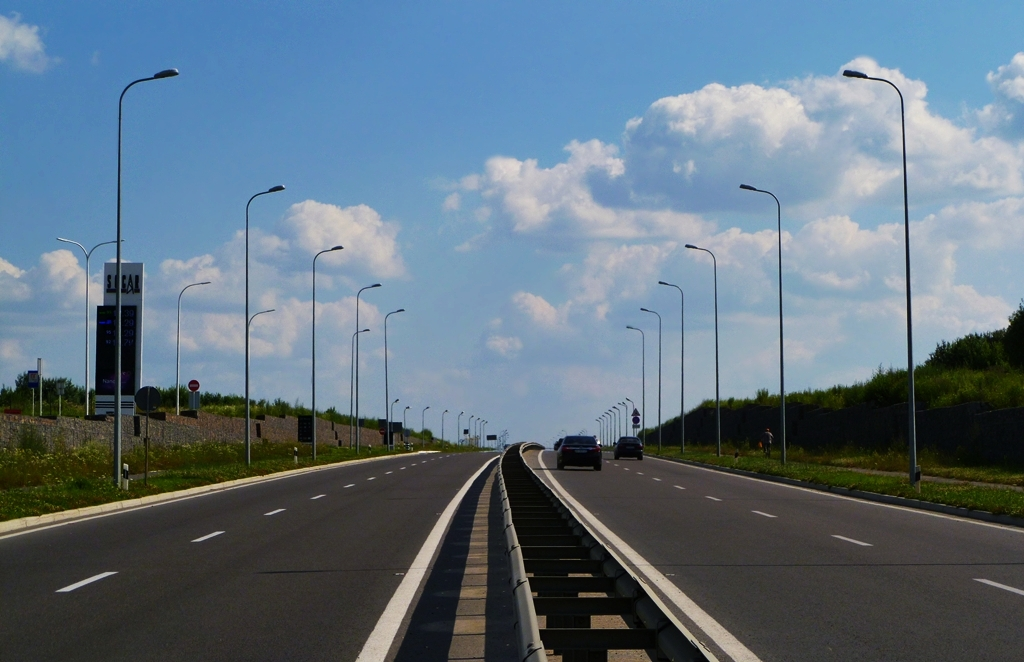
Автодорога Т-1410 во Львовском районе

Область имеет одну из наиболее развитых в государстве транспортных сетей. Через её территорию проходят важные железнодорожные, автомобильные, трубопроводные и электрические (электро-энергетические) магистрали, которые соединяют Украину со странами Центральной Европы.
Во Львове есть аэропорт.
Общая длина железных дорог — 1309 км, автодорог — 8,0 тыс. км, в том числе с твёрдым покрытием — 7,4 тыс. км. Наибольшие железнодорожные узлы — Львов, Стрый, Самбор, Красное. Важнейшие железнодорожные магистрали: Киев — Львов — Прага (Будапешт), Варшава — Перемышль — Львов — Бухарест. Главные автомагистрали: Львов — Ровно — Киев, Львов — Тернополь — Винница — Киев, Львов — Ивано-Франковск — Черновцы, Львов — Ужгород.
Уровень автомобилизации Львовской области в 2012 году был самым низким среди всех регионов Украины — 103 автомобиля на 1000 жителей (при среднеукраинском уровне 187 авто на 1000 жителей).

## Культура

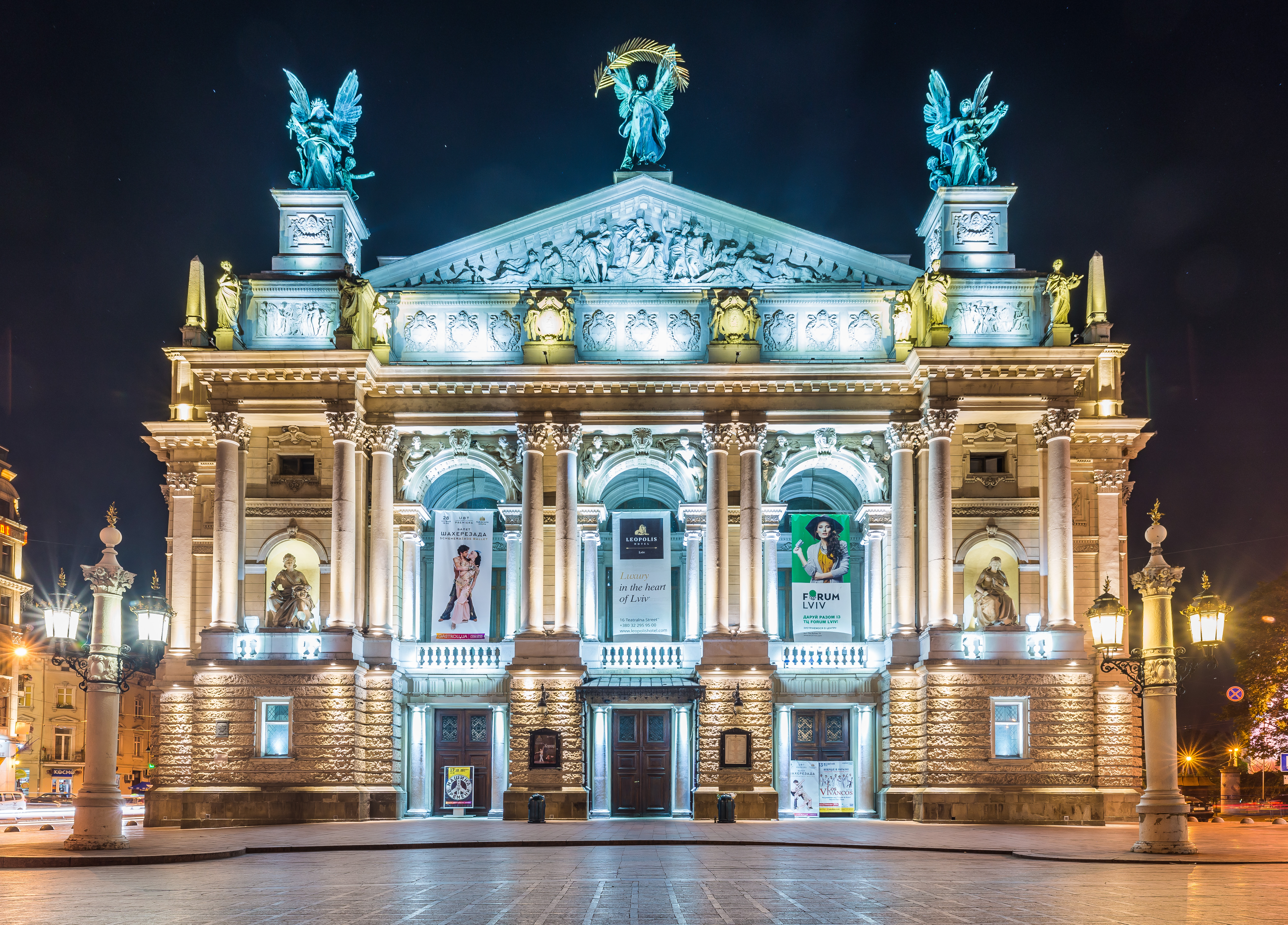
Львовский оперный театр

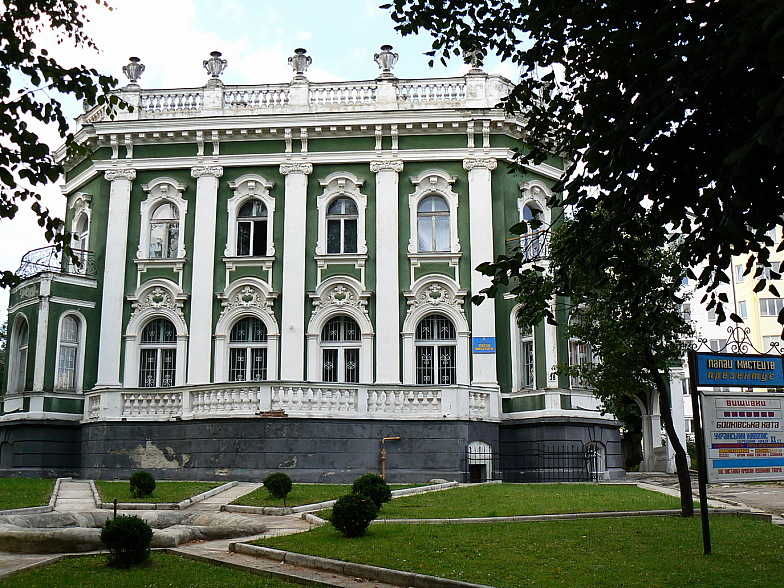
Художественная галерея и краеведческий музей в Дрогобыче

По данным Главного управления статистики Львовской области в 2008 году занимала среди регионов Украины третье место по количеству театров (после города Киева и Днепропетровской области), четвёртое место — по количеству высших учебных заведений (после Киевской, Донецкой, Харьковской областей) и по количеством студентов на 10 тысяч человек населения (после Киева, Харьковской области и Севастополя).
В 2008 году в области по данным управления статистики действовали следующие учреждения культуры:
- 17 музеев
- 11 театров
- 1374 библиотеки
- 1397 учреждений клубного типа
- 13 концертных организаций.

Из образовательных учреждений в 2008 году в области функционировали:
- 53 высших заведения образования I—IV уровней аккредитации
- 1469 общеобразовательных учебных заведения
- 62 профессионально-техническое заведение
- 487 дошкольных учреждений.

## Достопримечательности

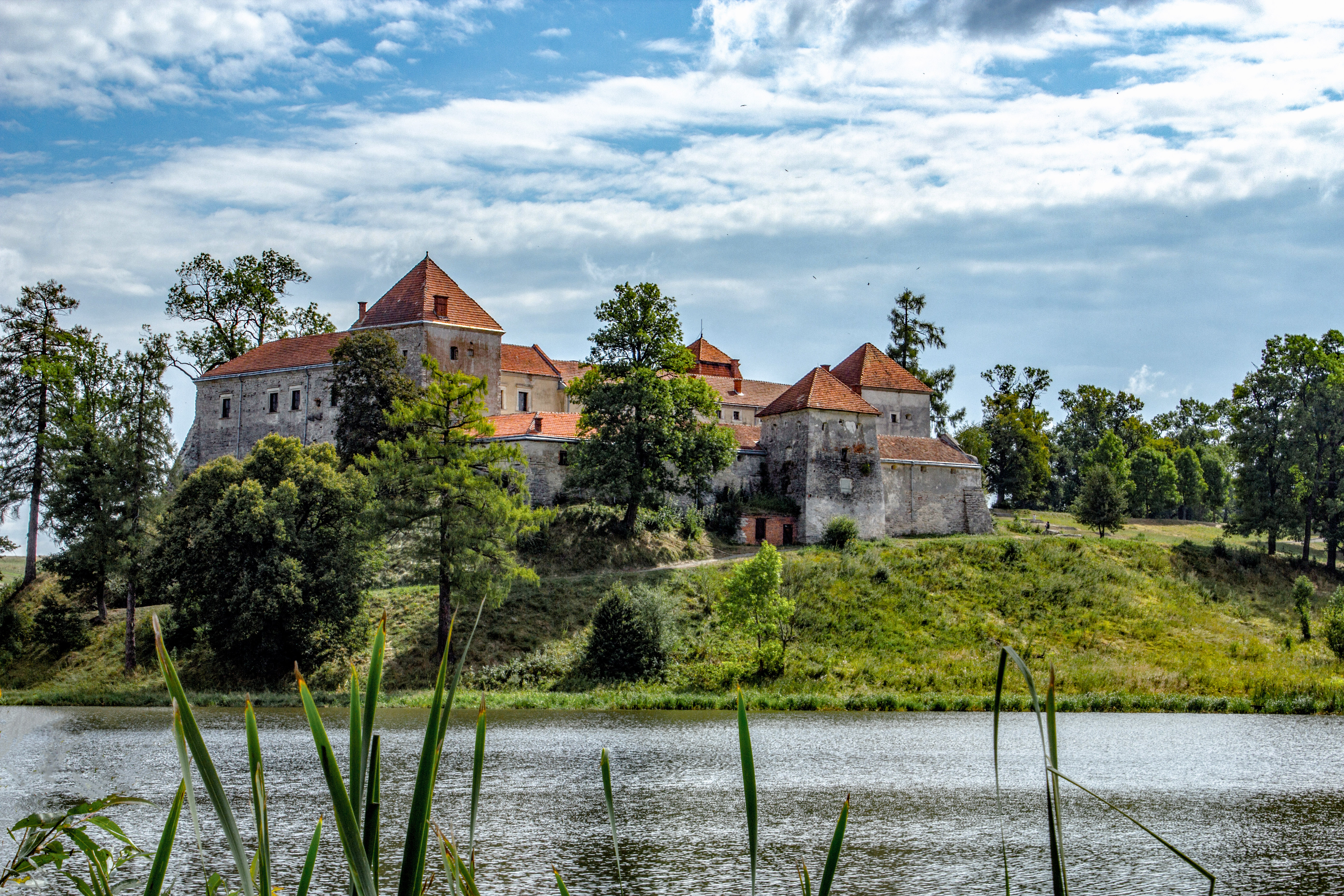
Свиржский замок

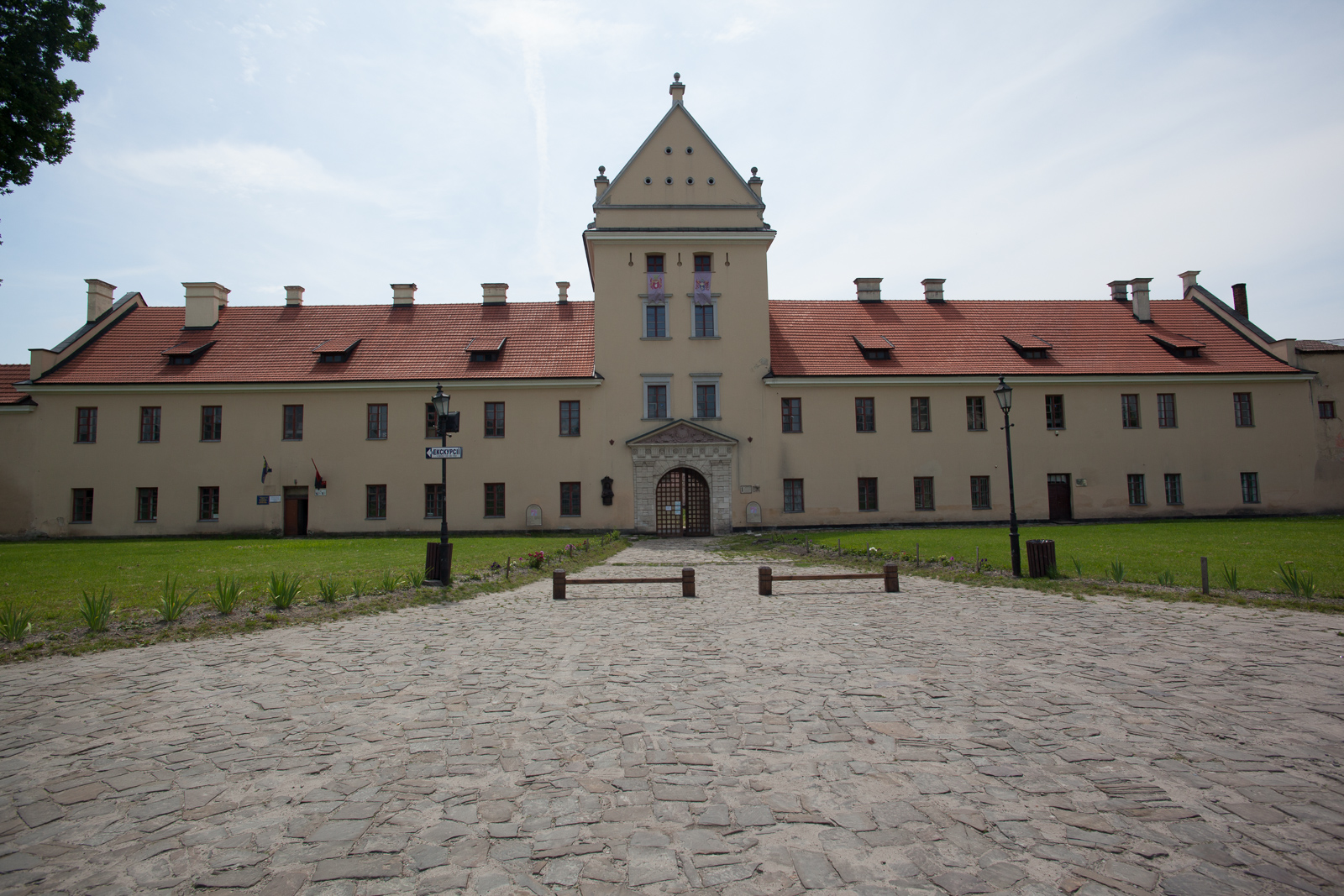
Жолковский замок

Для экскурсий и туризма интересны многочисленные архитектурно-исторические памятники, а также музеи, театры Львовской области. Особенно богат ими Львов, где сохранились церковь святого Николая (XIII—XVII веков) и костёлы Марии Снежной и Иоанна Крестителя (известны с XIII века), так называемая «Чёрная Каменица» (1588—1589; исторический музей); в центральных кварталах много памятников гражданской и культовой архитектуры [мирового культурного и природного наследия ЮНЕСКО]: готический (Латинский) Кафедральный собор (1360—1481; или 1350—1493 годы) с капеллами {часовнями-усыпальницами} Боимов (1609—1615 годы) и Кампианов (конец XVI — начало XVII веков), ансамбль сооружений Армянского собора [XIV век; собор (1363—1370), колокольня (1571)], архитектурный ансамбль Львовского братства [XVI-XVII века; Успенская церковь (1591—1629), дом [дворец-башня] Корнякта [1572—1578 (1580)], часовня Трёх святителей (1578—1591)], архитектурный комплекс жилых зданий на площади Рынок — все в стиле Возрождения; в стиле барокко построены костёлы бернардинцев (XVII) и доминиканцев (XVIII), Королевский арсенал (1630-39), арх. ансамбль собора святого Юра (1744—1770); классицистическая ратуша (1381, XIX век); Памятник архитектуры 1644 года — Областной дом качества, метрологии и стандартизации. Богаты музеи Львова, в том числе музей украинского искусства [выставочный зал современного искусства картинной галереи; памятка архитектуры — костёл кларисок, 1607], картинная галерея («Музей народовый», в экспозиции представлены произведения искусства XIV—XX веков), музей этнографии и художественных промыслов АН Украины, музей народной архитектуры и быта (парк Шевченковский Гай), музей Ивана Фёдорова (бывш. Онуфриевская церковь, 1518 года) и др. (более десятка музеев). Во Львове имеются театры (в том числе оперный, 1897—1900), консерватория, филармония, дом органной и камерной музыки (пам. арх. — костёл св. Магдалины, 1615—1630), работает заслуженная хоровая капелла «Трембита»; многочисленные памятники, в том числе А. Мицкевичу (1904), И. Франко (1964), Т. Шевченко (1992—1995), мемориал Вечной Славы.
В г. Дрогобыч — краеведческий музей; архитектурно-исторические памятники — крепостная башня (XIII—XIV веков), готический костёл Вознесения Господнего (XV в.), деревянные церкви Воздвиженья [Честного Креста] и святого Юры (обе — XVI века, росписи XVII—XVIII веков); музыкально-драматический театр, народный театр городского Дома культуры. Историко-краеведческий музей — в Великом Любене. Археологический памятник в Судовой Вишне (Яворовский район); исторический музей в Звенигороде (Львовский район); мемориальный музей Маркияна Шашкевича в с. Подлесье (Золочевский район).
Замки, крепости, дворцы-усадьбы, ратуши: Белз, Броды, Буск, Городок, Жолква, Золочев [а также Белый Камень (руины), Гологоры, Поморяны], Олеско, Подгорцы (Золочевский р-н; арх. А. дель Аква, инж. Г. Боплан), Подкамень, Самбор, Свирж (Львовский р-н), Сколе [а также Урычи (руины)], Сокаль (замковый костёл монастыря бернардинцев, Михайловская церковь, кирха), Старое село (руины; Львовский район), Унив — Межгорье (Львовский р-н; Унивский монастырь, уникальный памятник оборонно-культовой архитектуры), Шептицкий — Кристинополь, Мурованное и Добромиль (руины; Самборский район).
Храмы (церкви) украинского деревянного зодчества: Белз, Буск, Воля-Высоцкая, Крехов и Потелич (все три — Львовский р-н), Городок, Жолква, Сколе, Урыч (Стрыйский р-н; западно-украинский практицизм — деревянная церковь, практически полностью оббитая оцинкованным железом), Сихов (возле Львова), Яворов, Новый Яр, Мужиловичи (Яворовский р-н), Комарно, Орявчик (близ Сколе), Розлуч и Матков (на Бойковщине), Мальнов (Мостиска), Подгорцы (Золочевский р-н), Подлески (Жидачев).

Галерея
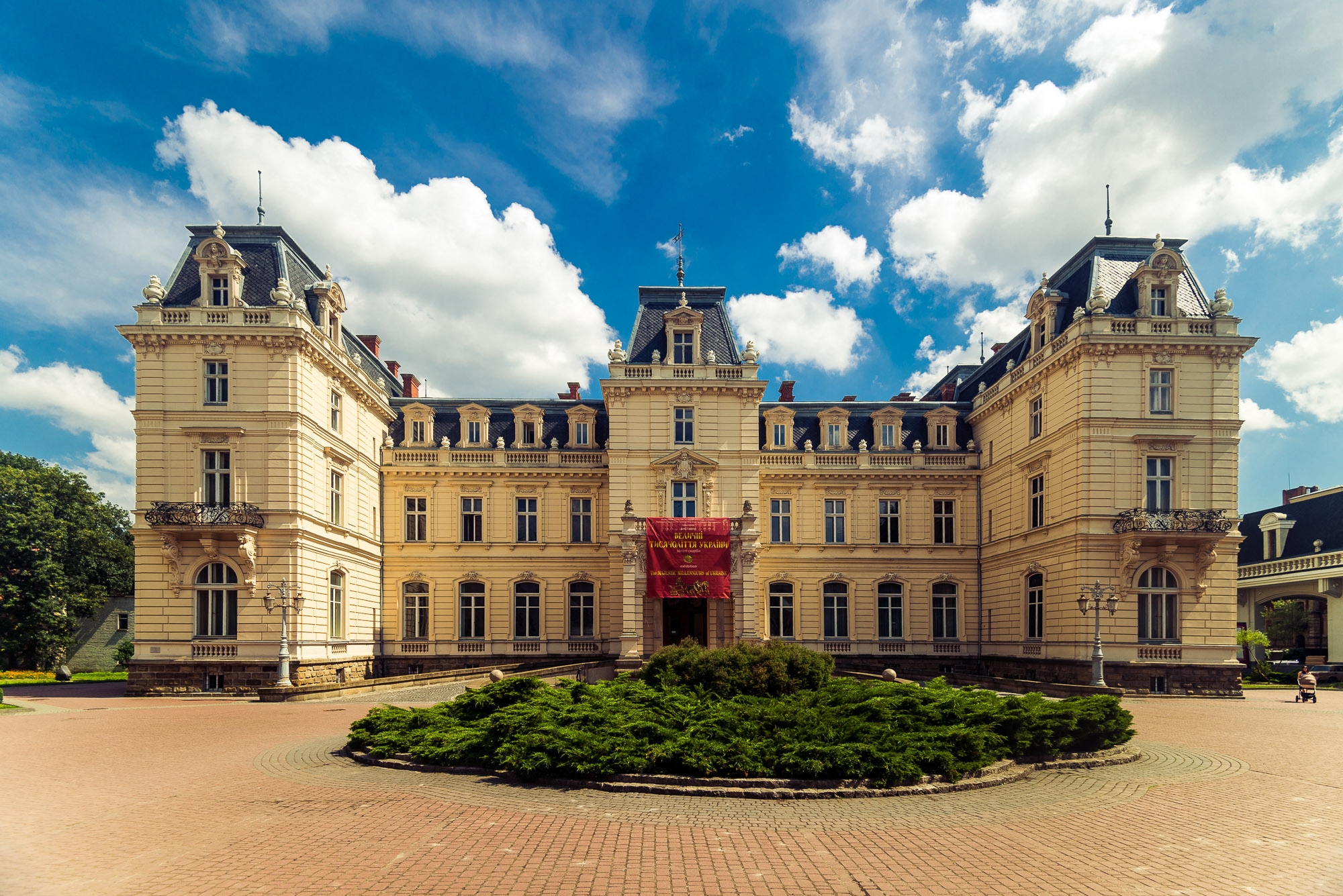
Дворец Потоцких
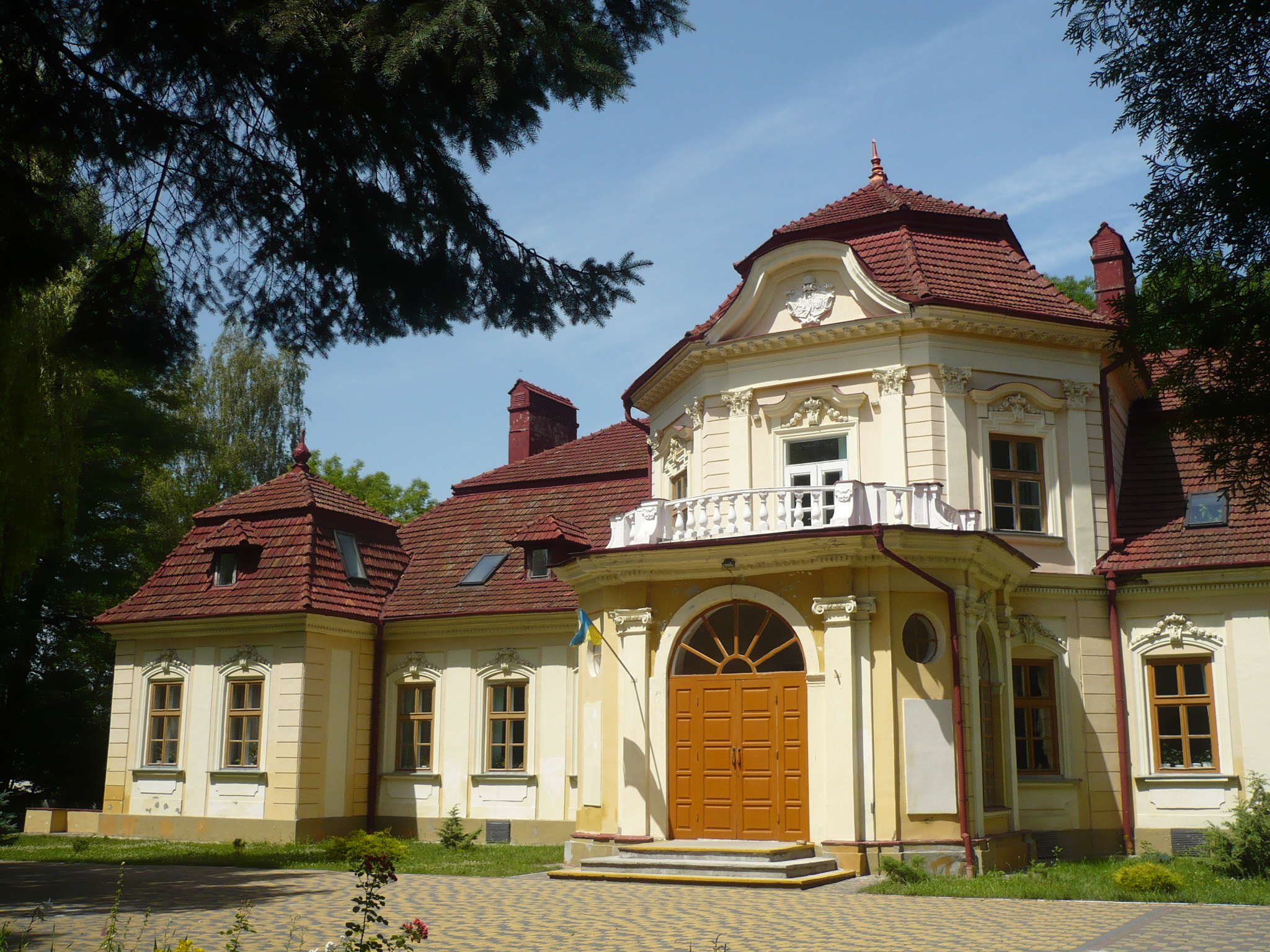
Великий Любень. Дворец Бруницкого
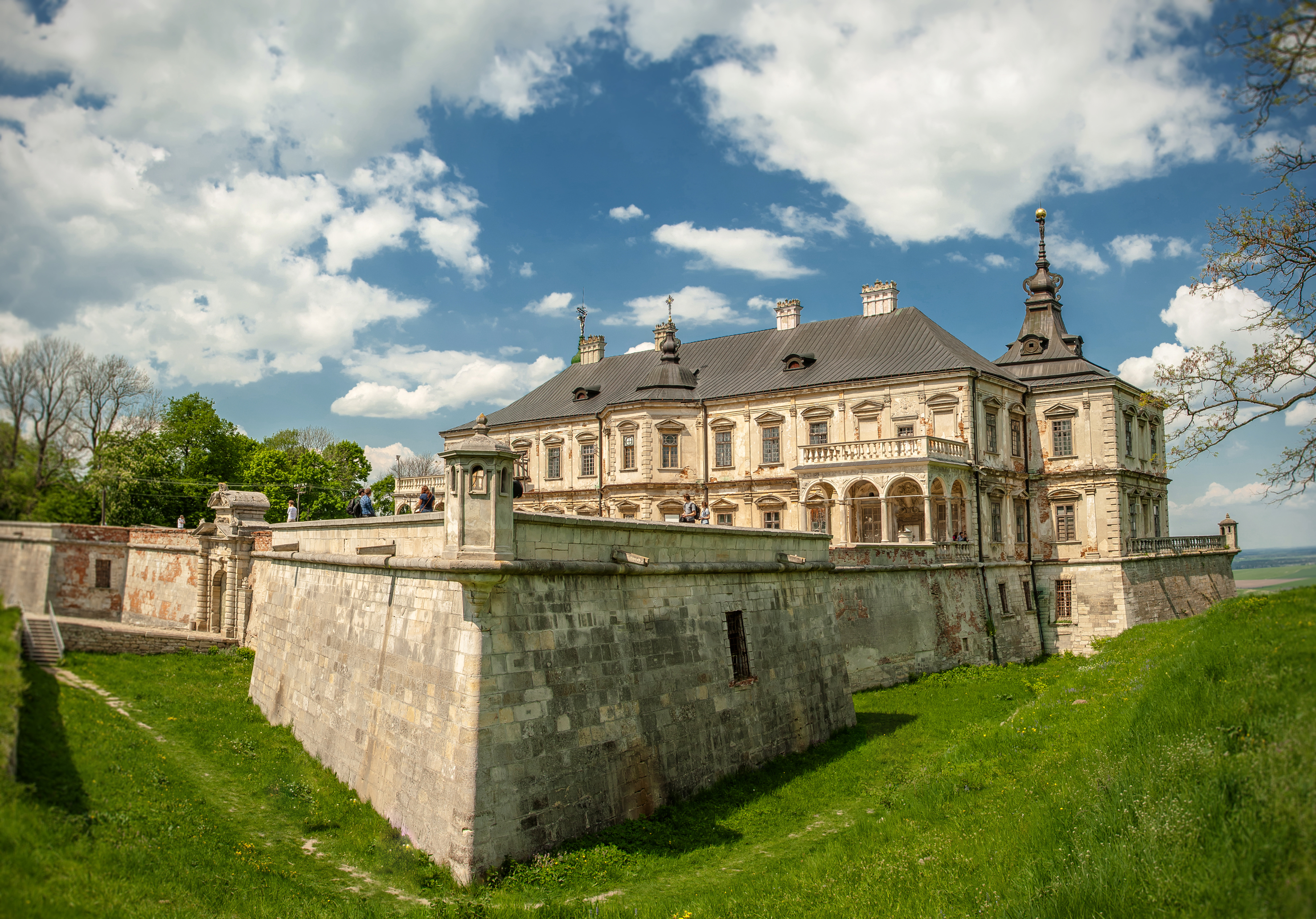
Подгорецкий замок
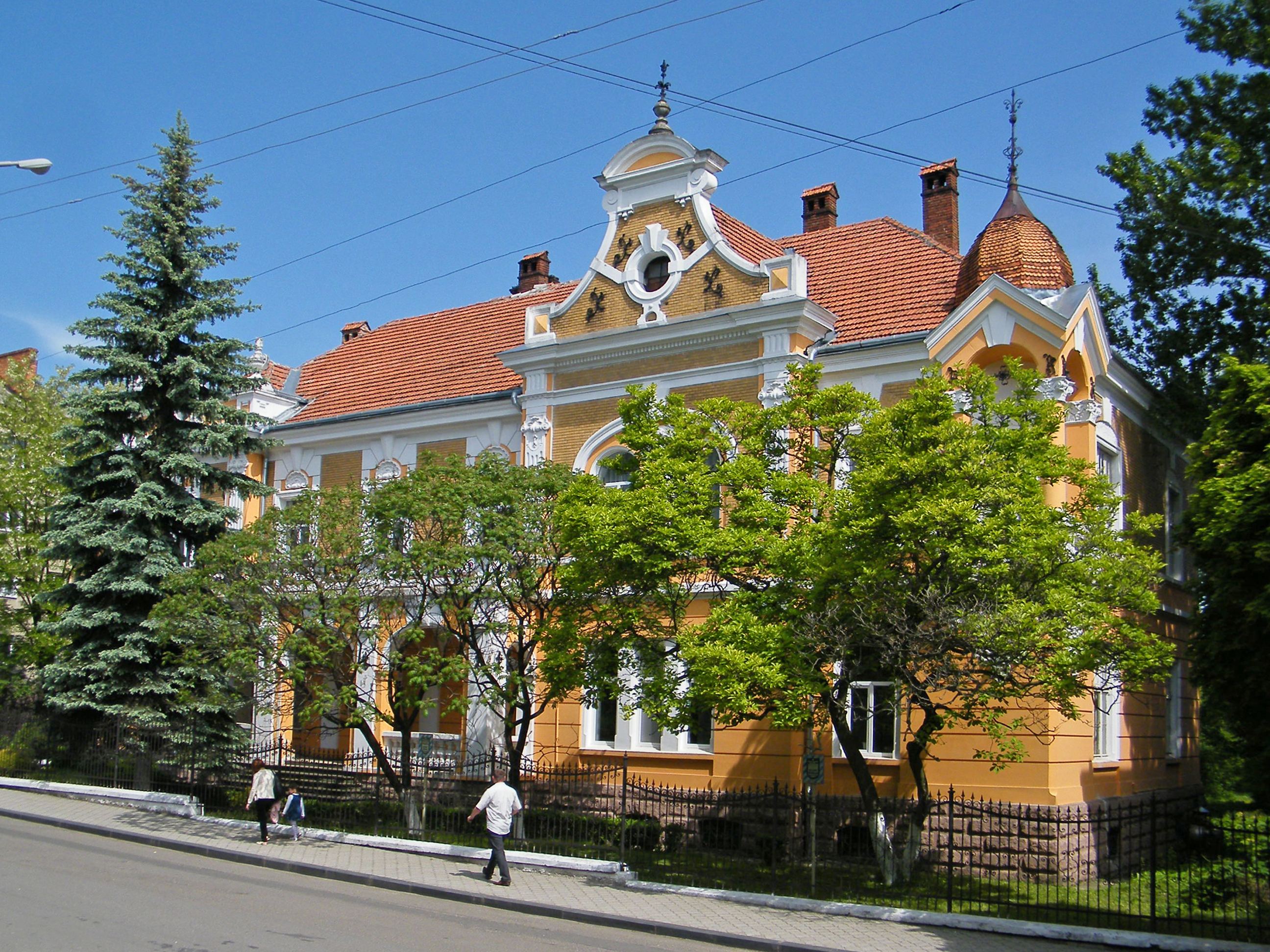
Дрогобыч. Вилла

## Экология
По результатам «Экологического рейтинга предприятий — основных загрязнителей г. Львова и Львовской области» за 2007 год, который ведёт Государственное управление охраны окружающей среды во Львовской области, наибольшими загрязнителями окружающей среды во Львовской области являются: АО «Нефтеперерабатывающий комплекс Галичина», ОАО «Жидачовский целлюлозно-бумажный комбинат», ОАО «Львовский исследовательский нафтомаслозавод», ОАО «Николаевцемент», Добротворская ТЭС, ОАО «Львовская угольная компания», коммунальное предприятие «Моршинводоканал», львовское коммунальное предприятие «Збиранка», «Львовводоканал», ГХХП «Полиминерал», ООО «Экологическая группа „Буг“», УГГ «Львовтрансгаз».

## Исправительные учреждения

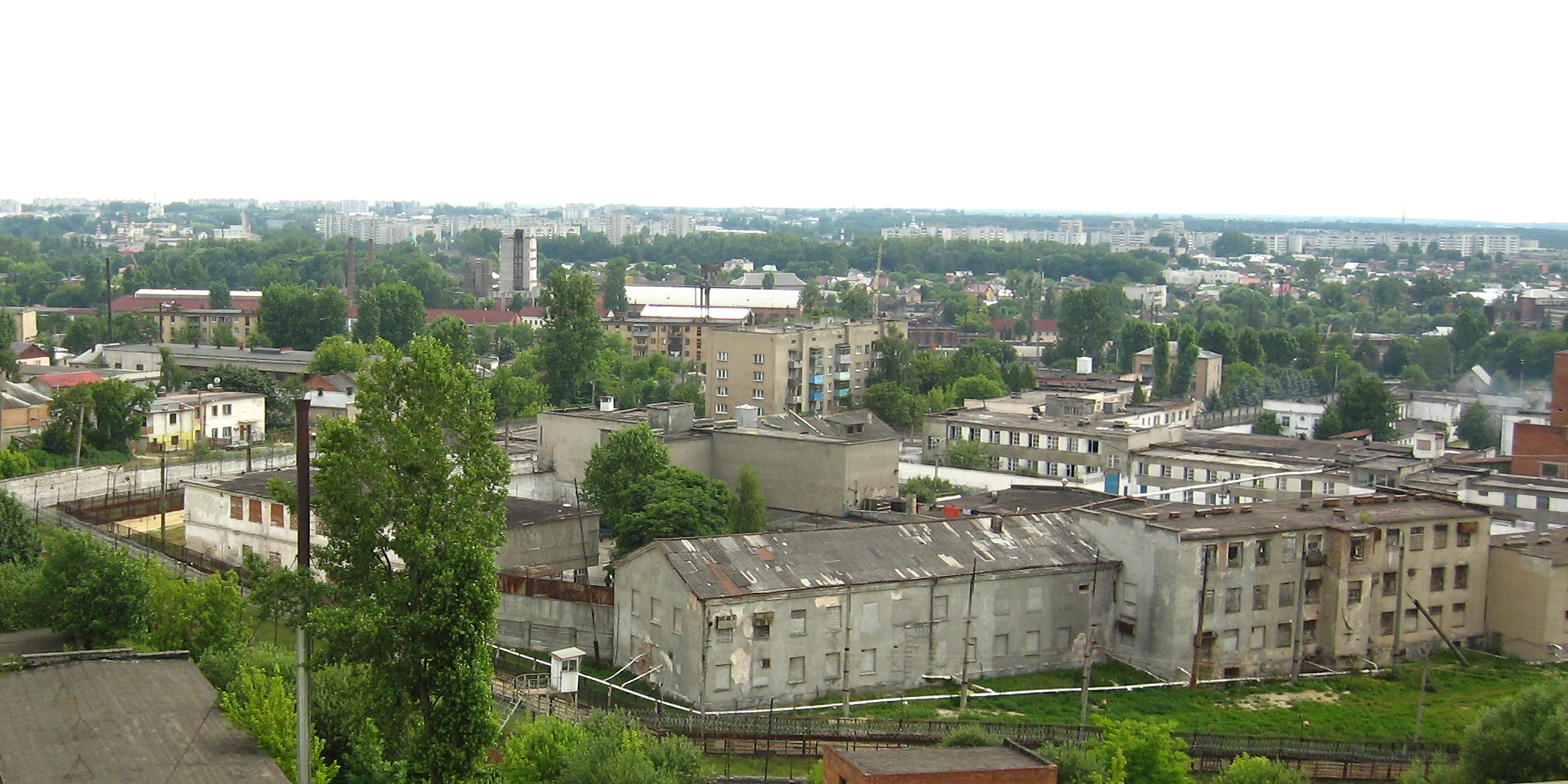
Исправительно-трудовая колония № 30, Львов

- Следственный изолятор — СИЗО № 19.
- Колонии — 7:
  - 2 — общего режима — ИТК № 50, ИТК № 110,
  - 1 — усиленного режима — ИТК № 40,
  - 2 — сурового режима — ИТК № 30 (Львов); ИТК № 48,
  - 1 — для несовершеннолетних — ИТК № 206[73].

## Известные люди

### В области родились
См. Родившиеся во Львовской области
- Колесса, Николай Филаретович (1903−2006) — композитор, дирижёр, народный артист СССР (1991).
- Ступка, Богдан Сильвестрович (1941—2012) — актёр театра и кино, народный артист СССР (1991).
- Высочанский, Виктор (1939—2023) — глава Польско-католической церкви, епископ Варшавы (1995—2023)